# Délégations aux championnats du monde d'athlétisme 2013
Liste des athlètes engagés par pays lors des championnats du monde d'athlétisme 2013 se déroulant du 10 au 18 août 2013 à Moscou, en Russie. Le 2 août 2013, l'IAAF annonce que Moscou accueillera un total record de 206 sélections(le record précédent datait de Séville 1999) et que les athlètes inscrits atteignent 1 974, ce qui bat le précédent record de Berlin 2009 avec 1 895. Il y aura 1 106 hommes et 868 femmes inscrits dans ces championnats. Pour la première fois, les petites fédérations sans minima A ou B ne sont autorisées à inscrire qu'un seul athlète - contre un homme et une femme par fédération précédemment.
L'épreuve avec le plus de concurrents est le 100 m masculin (79 sprinters de 58 fédérations) devant le marathon masculin (76 de 41 nations) tandis que toutes les trois épreuves de marche (20 km, hommes et femmes, 50 km) comptent chacune 66 marcheurs. Pour la première fois, sans doute en raison du choix de nombreuses sélections mineures de préférer un homme à une femme, le 100 m féminin compte moins d'engagées que le 200 m féminin (51 contre 56). L'épreuve avec le moins de concurrents est le triple saut, aussi bien masculin (24) que féminin (21), le même nombre que le 10 000 m féminin (21). Le marathon est l'épreuve avec le plus de participantes chez les féminines (75 de 28 pays, un de moins que chez les hommes).
- Haut – A
- B
- C
- D
- E
- F
- G
- H
- I
- J
- K
- L
- M
- N
- O
- P
- Q
- R
- S
- T
- U
- V
- W
- X
- Y
- Z

## A

### Afghanistan
Le sprinteur Massoud Azizi, engagé sur 100 m, est le seul représentant de l'équipe afghane. Il en a également été le représentant aux Jeux en 2004, 2008 et 2012 ainsi qu'aux championnats du monde à Berlin et à Daegu.
Hommes
| Épreuve | Athlète(s)    | Résultat                                     |
| ------- | ------------- | -------------------------------------------- |
| 100 m   | Massoud Azizi | 8e en série 4 du tour préliminaire , 11 s 78 |

### Afrique du Sud
Une équipe provisoire de 30 athlètes est annoncée le 25 juillet.
Elle comprend 22 athlètes, 6 marathoniens et 2 marcheurs, en incluant 15 athlètes ayant obtenu le minima A.
Anaso Jobodwana court les 100 m et 200 m (SB 10 s 10, 20 s 13). Wade van Niekerk (SB 45 s 09) fera le 400 m. 3 athlètes courront le 400 m haies : Cornel Fredericks (SB 48 s 78), L. J. van Zyl (SB 49 s 11) et Pieter Beneke (SB 49 s 18). André Olivier (SB 1 min 44 s 37) fera le 800 m, Johan Cronje (SB 3 min 33 s 46) le 1 500 m. Zarck Visser (SB 8,29 m) et Godfrey Mokoena (SB 8,30 m) seront à la longueur. Lehann Fourie (SB 13 s 43) le 110 m haies. 2 lanceurs : Chris Harmse (SB 72,40 m) au marteau et Victor Hogan (SB 65,33 m) au disque. 3 marathoniens : Lusapho April (SB 2 h 08 min 32 s), Sibusiso Nzima (SB 2 h 13 min 42 s) et Hendrick Ramaala (SB 2 h 21 min 40 s). Lebogang Shange (SB 1 h 26 min 06 s) au 20 km marche et Marc Mundell (3 h 55 min 32 s en 2012) au 50 km. Le décathlonien Willem Coertzen qui a réalisé un minima A en 2012 complète les qualifiés.
Chez les femmes, deux disposent d'un minima A : Sunette Viljoen (SB 63,49 m au Golden Gala) et Lynique Prinsloo (6,81 m) à la longueur. Trois marathoniennes : Irvette van Zyl (2 h 31 min 26 s), Tanith Maxwell (2 h 36 min 47 s) et Cornelia Joubert (2 h 39 min 37 s).
Seront également sélectionnés avec le minima B si aucun autre athlète n'atteint cette marque avant le 28 juillet 2013 : Robert Oosthuizen (SB 81,63 m), Elroy Gelant (SB 13 min 15 s 87), Justine Palframan (23 s 28), Akani Simbine (10 s 19 en 2012), Steven Mokoka (27 min 40 s 73), Anneri Ebersohn (55 s 87) et Orazio Cremona (20,55 m).
| Épreuve | Athlète(s) | Résultat |
| ------- | ---------- | -------- |
| ...     |            |          |
| ...     |            |          |

| Épreuve | Athlète(s) | Résultat |
| ------- | ---------- | -------- |
| ...     |            |          |
| ...     |            |          |

### Albanie
Deux athlètes albanais sont sélectionnés pour ces championnats :
- sur 1 500 m Luiza Gega,
- à la longueur Izmir Smajlaj, né en 1993

| Épreuve          | Athlète(s)    | Résultat                                     |
| ---------------- | ------------- | -------------------------------------------- |
| Saut en longueur | Izmir Smajlaj | 24e des Qualifications , 7,55 m Record Pers. |

| Épreuve | Athlète(s) | Résultat                                |
| ------- | ---------- | --------------------------------------- |
| 1 500 m | Luiza Gega | 12e de la demi-finale 1 , 4 min 08 s 79 |

### Algérie
11 Algériens iront à Moscou :
| Épreuve         | Athlète(s)         | Résultat                     |
| --------------- | ------------------ | ---------------------------- |
| 3 000 m steeple | Abdelmadjed Touil  | 8e en série 1, 8 min 25 s 89 |
| 3 000 m steeple | Abdelhamid Zerrifi | Disqualifié série 2          |
| 3 000 m steeple | Hicham Bouchicha   | 6e en série 3, 8 min 28 s 56 |
| 800 m           | Amine Belferar     | 7e en série 5, 1 min 47 s 17 |
| 110 m haies     | Othman Hadj Lazib  | 7e en série 3, 14 s 51       |
| 400 m haies     | Miloud Rahmani     | 6e en série 2, 50 s 79       |
| 1 500 m         | Imad Touil         | Non partant série 2          |
| Marathon        | Tayeb Filali       | Non terminé                  |

| Épreuve         | Athlète(s)      | Résultat                     |
| --------------- | --------------- | ---------------------------- |
| 3 000 m steeple | Amina Bettiche  | 7e en série 1, 9 min 45 s 50 |
| Heptathlon      | Yassmina Omrani | 19e 5983 pts Record Pers.    |
| Triple saut     | Baya Rahouli    | 9e en groupe B, 13,41 m      |

### Allemagne
100m : Julian Reus
1500m : Carsten Schlangen, Homiyu Tesfaye
5000m : Arne Gabius
110m haies : Erik Balnuweit
400m haies : Silvio Schirrmeister
3000m steeple : Steffen Uliczka
50 km marche : Christopher Linke
Perche : Raphael Holzdeppe, Malte Mohr, Bjorn Otto
Longueur : Sebastian Bayer, Alyn Camara, Christian Reif
Poids : David Storl
Disque : Robert Harting, Christoph Harting,  Martin Wierig
Marteau : Markus Esser
Javelot : Lars Hamann, Thomas Rohler, Bernhard Seifert
Decathlon : Pascal Behrenbruch, Rico Freimuth,  Michael Schrader
4×100m : Lucas Jakubczyk, Martin Keller, Maximilian Kessler*, Sven Knipphals, Alexander Kosenkow*, Matthias Lindner*, Reus, Roy Schmidt*
4×400m : David Gollnow, Eric Krüger, Jonas Plass, Miguel Rigau, Thomas Schneider.
(*) Deux des quatre relayeurs, Kessler et Lindner, sont retenus au détriment de Kosenkow et de Schmidt, après un test sur 100 m qui a eu lieu à Weinheim.
100m : Tatjana Pinto, Verena Sailer
400m : Esther Cremer
1500m : Diana Sujew
10000m : Sabrina Mockenhaupt
100m haies : Nadine Hildebrand
3000m Steeplechase : Gesa Felicitas Krause, Antje Moldner-Schmidt
Hauteur : Marie-Laurence Jungfleisch
Perche : Kristina Gadschiew, Carolin Hingst, Lisa Ryzih, Silke Spiegelburg
Longueur : Lena Malkus, Malaika Mihambo, Sosthene Moguenara
Poids : Christina Schwanitz, Josephine Terlecki
Disque : Julia Fischer, Nadine Muller
Marteau : Betty Heidler, Kathrin Klaas
javelot : Katharina Molitor, Christina Obergfoll, Linda Stahl
Heptathlon : Kira Biesenbach, Julia Mächtig, Claudia Rath
4×100m : Maike Dix, Katharina Grompe, Yasmin Kwadwo*, Pinto, Sailer,Inna Weit
| Épreuve | Athlète(s) | Résultat |
| ------- | ---------- | -------- |
| ...     |            |          |
| ...     |            |          |

| Épreuve | Athlète(s) | Résultat |
| ------- | ---------- | -------- |
| ...     |            |          |
| ...     |            |          |

### Andorre
Le sprinter Mikel de Sa est le seul athlète andorran.
| Hommes \| Épreuve \| Athlète(s) \| Résultat \| \| ------- \| ----------- \| -------------------------------------------- \| \| 100 m \| Mikel de Sa \| 5e en série 1 du tour préliminaire , 11 s 24 \| |             |                                              |
| Épreuve | Athlète(s)  | Résultat                                     |
| 100 m | Mikel de Sa | 5e en série 1 du tour préliminaire , 11 s 24 |

### Angola
Un seul Angolais, Manuel António  sur 800 m.
| Hommes \| Épreuve \| Athlète(s) \| Résultat \| \| ------- \| -------------- \| ----------------------------- \| \| 800 m \| Manuel António \| 7e en série 2 , 1 min 57 s 40 \| |                |                               |
| Épreuve | Athlète(s)     | Résultat                      |
| 800 m | Manuel António | 7e en série 2 , 1 min 57 s 40 |

### Anguilla
Kieron Rogers sur 100 m représente Anguilla.
| Hommes \| Épreuve \| Athlète(s) \| Résultat \| \| ---------- \| ------------- \| --------------------------------- \| \| 100 métres \| Kieron Rogers \| 4e en tour préliminaire , 10 s 80 \| |               |                                   |
| Épreuve | Athlète(s)    | Résultat                          |
| 100 métres | Kieron Rogers | 4e en tour préliminaire , 10 s 80 |

### Antigua-et-Barbuda
Daniel Bailey est le seul représentant d'Antigue, sur 100 m.
| Hommes \| Épreuve \| Athlète(s) \| Résultat \| \| ------- \| ------------- \| ----------------------- \| \| 100 m \| Daniel Bailey \| 6e en série 6 , 10 s 45 \| |               |                         |
| Épreuve | Athlète(s)    | Résultat                |
| 100 m | Daniel Bailey | 6e en série 6 , 10 s 45 |

### Arabie saoudite
Comme lors des précédents championnats, une équipe de 11 athlètes, exclusivement masculins, représente le royaume.
- Fahhad Mohammed al-Subaie, relais 4 x 400 m
- Mohamed Ali al-Bishi, relais 4 x 400 m
- Sultan Mubarak al-Dawoodi, disque
- Sultan Abdulmajeed al-Habashi, poids
- Moukheld al-Outaibi, 10 000 m
- Ismail M. H. al-Sabani, relais
- Mohammed al-Salhi, relais
- Bandar Atiyah Kaabi, relais
- Yousef Ahmed Masrahi, 400 m et relais
- Abdulaziz Ladan Mohammed, 800 m
- Emad Noor, 1 500 m

| Épreuve | Athlète(s) | Résultat |
| ------- | ---------- | -------- |
| ...     |            |          |
| ...     |            |          |

| Épreuve | Athlète(s) | Résultat |
| ------- | ---------- | -------- |
| ...     |            |          |
| ...     |            |          |

### Argentine
8 athlètes représenteront l'Argentine à Moscou, selon la Confederación Argentina de Atletismo (CADA) :
4 sont déjà à l'entraînement en Europe dont Germán Lauro (21,26 m à Doha en mai 2013) et  Rocío Comba (62,77 m, record national, en 2013) sont au Centro de Entrenamiento de León. Jennifer Dahlgren est également en Pologne à l'entraînement.
Complète cette sélection Juan Manuel Cano Reyes sur 20 km marche. Trois marathoniennes ont réussi moins de 2 h 43 min : 
María de los Ángeles Peralta (déjà à Londres 2012), Karina Córdoba (déjà installée à Alicante) et Karina Neipán.
Complète la sélection le décathlonien  Román Gastaldi.
| Épreuve         | Athlète(s)       | Résultat                |
| --------------- | ---------------- | ----------------------- |
| Décathlon       | Román Gastaldi   | Disqualifié 400 m haies |
| 20 km marche    | Juan Manuel Cano | 46e , 1 h 30 min 45 s   |
| Lancer du poids | Germán Lauro     | 7e , 20,40 m            |
| ...             | Rocío Comba      |                         |

| Épreuve           | Athlète(s)                   | Résultat              |
| ----------------- | ---------------------------- | --------------------- |
| Lancer du marteau | Jennifer Dahlgren            | 8e groupe A , 69,90 m |
| Marathon          | María de los Ángeles Peralta | Abandon               |
| Marathon          | Karina Córdoba               | 41e , 2 h 56 min 02 s |
| Marathon          | Karina Neipán                | 36e , 2 h 51 min 07 s |

### Arménie
Une seule athlète, Amaliya Sharoyan, sur 400 m haies, représente l'Arménie à Moscou.
| Femmes \| Épreuve \| Athlète(s) \| Résultat \| \| ----------- \| ---------------- \| ---------------------------------- \| \| 400 m haies \| Amaliya Sharoyan \| 7e en série 2 , 57 s 97 Record Nat \| |                  |                                    |
| Épreuve | Athlète(s)       | Résultat                           |
| 400 m haies | Amaliya Sharoyan | 7e en série 2 , 57 s 97 Record Nat |

### Aruba
Un seul athlète pour Aruba à la longueur : Quincy Breell né en avril 1992.

### Australie
Une équipe de 46 athlètes, la plus importante jamais envoyée aux Championnats du monde si on excepte celle de Séville 1999, est annoncée le 30 juillet :
200m : Josh Ross
800m : Alexander Rowe
5000m : Brett Robinson, Ben St. Lawrence
10000m : Collis Birmingham, St Lawrence
Marathon : Martin Dent, Shawn Forrest
400m haies : Tristan Thomas
Hauteur : Brandon Starc
Longueur : Fabrice Lapierre
Disque : Benn Harradine, Julian Wruck
Javelot : Hamish Peacock
20 km marche : Dane Bird-Smith Rhydian Cowley
50 km marche : Chris Erickson, Ian Rayson, Jared Tallent
4×100m : Jarrod Geddes, Nicholas Hough, Tim Leathart, Andrew McCabe,  Isaac Ntiamoah, Ross
4×400m : Alexander Beck, Craig Burns, Ben Offereins, Joshua Ralph, Steven Solomon, Thomas
100m : Melissa Breen
200m : Breen
400m : Caitlin Sargent
800m : Kelly Hetherington
1500m : Zoe Buckman
5000m : Jackie Areson
10000m : Lara Tamsett
Marathon : Nikki Chapple, Jane Fardell, Lauren Shelley, Jess Trengrove
100m haies : Sally Pearson
400m haies : Lauren Boden
Perche : Alana Boyd
Disque : Dani Samuels
Javelot : Kim Mickle, Kathryn Mitchell
20 km marche : Tanya Holliday, Regan Lamble,  Jess Rothwell
| Épreuve | Athlète(s) | Résultat |
| ------- | ---------- | -------- |
| ...     |            |          |
| ...     |            |          |

| Épreuve | Athlète(s) | Résultat |
| ------- | ---------- | -------- |
| ...     |            |          |
| ...     |            |          |

### Autriche
Deux athlètes masculins représentent l'Autriche.
Hommes
| Épreuve          | Athlète(s)    | Résultat                   |
| ---------------- | ------------- | -------------------------- |
| Lancer du disque | Gerhard Mayer | 10e Groupe B , 59,85 m     |
| 1 500 m          | Andreas Vojta | 8e série 2 , 3 min 41 s 51 |

### Azerbaïdjan
| Hommes \| Épreuve \| Athlète(s) \| Résultat \| \| -------- \| --------------- \| ---------------------- \| \| Marathon \| Tilahun Aliyev \| \| \| Marteau \| Dzmitry Marshin \| 12e Groupe B , 72,43 m \| |                 |                        |
| Épreuve | Athlète(s)      | Résultat               |
| Marathon | Tilahun Aliyev  |                        |
| Marteau | Dzmitry Marshin | 12e Groupe B , 72,43 m |

## B

### Bahamas
La délégation des Bahamas est composée de 26 athlètes (14 hommes et 12 femmes).
| Épreuve         | Athlète(s)                                                                               | Résultat               |
| --------------- | ---------------------------------------------------------------------------------------- | ---------------------- |
| 100 m           | Shavez Hart                                                                              |                        |
| 200 m           | Trevorvano Mackey Michael Mathieu Jamial Rolle                                           | retiré de la sélection |
| 400 m           | Chris Brown Ramon Miller LaToy Williams                                                  |                        |
| 400 m haies     | Jeffery Gibson                                                                           |                        |
| Saut en hauteur | Ryan Ingraham Donald Thomas                                                              |                        |
| 4 x 100 m       | Warren Fraser Adrian Griffith Shavez Hart Trevorvano Mackey Michael Mathieu Jamial Rolle |                        |
| 4 x 400 m       | Chris Brown O'Jay Ferguson Michael Mathieu Ramon Miller Wesley Neymour LaToy Williams    |                        |

| Épreuve          | Athlète(s)                                                                                                 | Résultat |
| ---------------- | --- | -------- |
| 100 m            | Caché Armbrister Sheniqua Ferguson                                                                         |          |
| 200 m            | Shaunae Miller Nivea Smith Anthonique Strachan                                                             |          |
| Saut en longueur | Bianca Stuart                                                                                              |          |
| 4 x 100 m        | Caché Armbrister Sheniqua Ferguson Debbie Ferguson-McKenzie Shaunae Miller Nivea Smith Anthonique Strachan |          |
| 4 x 400 m        | Miria Byfield Lanece Clarke Shakeitha Henfield Amara Jones Cotrell Martin                                  |          |

### Bahreïn
Dix athlètes de Bahreïn (5 hommes et 5 femmes) participent à ces championnats.
| Épreuve         | Athlète(s)                     | Résultat |
| --------------- | ------------------------------ | -------- |
| 5 000 m         | Dejene Regassa                 |          |
| 10 000 m        | Alemu Bekele Ali Hasan Mahbood |          |
| 3 000 m steeple | Tareq Mubarak Taher            |          |
| Marathon        | Aadam Ismaeel Khamis           |          |

| Épreuve  | Athlète(s)                     | Résultat |
| -------- | ------------------------------ | -------- |
| 1 500 m  | Mimi Belete Maryam Yusuf Jamal |          |
| 5 000 m  | Tejitu Daba                    |          |
| 10 000 m | Shitaye Eshete                 |          |
| Marathon | Lishan Dula                    |          |

### Bangladesh
| Hommes \| Épreuve \| Athlète(s) \| Résultat \| \| ------- \| ------------- \| -------------------------------------- \| \| 100 m \| Masbah Ahmmed \| 5e série 3 tour préliminaire , 11 s 23 \| |               |                                        |
| Épreuve | Athlète(s)    | Résultat                               |
| 100 m | Masbah Ahmmed | 5e série 3 tour préliminaire , 11 s 23 |

### Barbade
La délégation de la Barbade est composée de 9 athlètes, dont Ryan Brathwaite, champion du monde du 110 m haies en 2009 à Berlin.
| Épreuve     | Athlète(s)                                                           | Résultat |
| ----------- | -------------------------------------------------------------------- | -------- |
| 100 m       | Ramon Gittens Andrew Hinds                                           |          |
| 110 m haies | Ryan Brathwaite Greggmar Swift                                       |          |
| 4 x 100 m   | Shane Brathwaite Levi Cadogan Akeem Forde Ramon Gittens Andrew Hinds |          |

| Épreuve     | Athlète(s)     | Résultat |
| ----------- | -------------- | -------- |
| 400 m       | Sade Sealy     |          |
| 100 m haies | Kierre Beckles |          |

### Belgique
La liste des sélectionnés belges, qui comprend quinze athlètes, est dévoilée le 30 juillet 2013. Les trois frères Borlée (Kevin, Jonathan et Dylan) sont inclus dans l'équipe du relais 4 × 400 m.
| Épreuve          | Athlète(s)                                                                          | Résultat                                   |
| ---------------- | ----------------------------------------------------------------------------------- | ------------------------------------------ |
| 400 m            | Kévin Borlée Jonathan Borlée                                                        | 4e en demi-finale en 45 s 03 4e en 44 s 54 |
| 110 m haies      | Adrien Deghelt                                                                      | Forfait                                    |
| 1 500 m          | Pieter-Jan Hannes                                                                   | 10e en série en 3 min 40 s 39              |
| 10 000 m         | Bashir Abdi                                                                         | 23e en 28 min 41 s 69                      |
| Décathlon        | Thomas Van der Plaetsen                                                             | 15e avec 8 255 points                      |
| Relais 4 × 400 m | Kévin Borlée Jonathan Borlée Dylan Borlée Antoine Gillet Arnaud Destatte Will Oyowe | 5e en 3 min 01 s 02                        |

| Épreuve     | Athlète(s)            | Résultat                      |
| ----------- | --------------------- | ----------------------------- |
| 100 m haies | Anne Zagré Sara Aerts | dsq. en demi-finale Forfait   |
| 400 m haies | Axelle Dauwens        | 5e en série en 56 s 85        |
| 5 000 m     | Almensh Belete        | 6e en série en 16 min 03 s 03 |
| Heptathlon  | Nafissatou Thiam      | 14e avec 6 070 points         |

### Bénin
| Épreuve | Athlète(s)  | Résultat |
| ------- | ----------- | -------- |
| 200 m   | Didier Kiki |          |

| Épreuve | Athlète(s) | Résultat |
| ------- | ---------- | -------- |
| ...     |            |          |
| ...     |            |          |

### Bermudes
Deux athlètes des Bermudes sont inscrits sur la liste des participants : les sauteurs en longueur Tyrone Smith et Arantxa King.
| Épreuve          | Athlète(s)   | Résultat |
| ---------------- | ------------ | -------- |
| Saut en longueur | Tyrone Smith |          |

| Épreuve          | Athlète(s)   | Résultat |
| ---------------- | ------------ | -------- |
| Saut en longueur | Arantxa King |          |

### Bhoutan
| Épreuve | Athlète(s)     | Résultat |
| ------- | -------------- | -------- |
| 1 500 m | Thinley Tenzin |          |

| Épreuve | Athlète(s) | Résultat |
| ------- | ---------- | -------- |
| ...     |            |          |
| ...     |            |          |

### Biélorussie
800m : Anis Ananenka
Poids : Pavel Lyzhyn
Marteau : Pavel Kryvitski, Yury Shayunou, Valeri Sviatokha
Javelot : Uladzimir Kazlou
Décathlon : Andrei Krauchanka, Eduard Mikhan
20 km marche : Dzianis Simanovich
50 km marche : Ivan Trotski
100m : Katsiaryna Hanchar
800m : Maryna Arzamasava
100m haies : Alina Talai
Longueur : Volha Sudarava
Triple : Natallia Viatkina
Poids : Aliona Dubitskaya, Alena Kopets, Yulia Leantsiuk
Marteau : Aksana Miankova
Heptathlon : Yana Maksimava, Katsiaryna Netsviatayeva
20 km marche : Nastassia Yatsevich, Hanna Drabenia
4×400m : Arzamasova, Irina Khlyustova, Anna Reyshel, Ilona Usovich, Yuliya Yurenya
| Épreuve | Athlète(s) | Résultat |
| ------- | ---------- | -------- |
| ...     |            |          |
| ...     |            |          |

| Épreuve | Athlète(s) | Résultat |
| ------- | ---------- | -------- |
| ...     |            |          |
| ...     |            |          |

### Birmanie
| Épreuve | Athlète(s)   | Résultat |
| ------- | ------------ | -------- |
| 400 m   | Thet Zaw Win |          |

| Épreuve | Athlète(s) | Résultat |
| ------- | ---------- | -------- |
| ...     |            |          |
| ...     |            |          |

### Brésil
La sélection brésilienne est annoncée le 20 juillet 2013. Elle comprend 32 athlètes.
| Épreuve          | Athlète(s) | Résultat |
| ---------------- | --- | -------- |
| 200 m            | Bruno de Barros Aldemir da Silva Júnior                                                                                      |          |
| 400 m            | Ânderson Henriques |          |
| 800 m            | Kléberson Davide |          |
| 400 m haies      | Mahau Suguimati |          |
| Marathon         | Solonei da Silva Paulo Roberta de Almeida Paula                                                                              |          |
| Saut à la perche | Thiago Braz da Silva Augusto de Oliveira João Gabriel Santos Souza                                                           |          |
| Saut en longueur | Mauro Vinícius da Silva |          |
| Triple saut      | Jefferson Sabino |          |
| Lancer du disque | Ronald Julião |          |
| Décathlon        | Carlos Chinin |          |
| 20 km marche     | Caio Bonfim |          |
| Relais 4 × 400 m | Hugo Balduíno de Sousa Pedro Luiz Burmann de Oliveira Wagner Francisco Cardoso Jonathan Henrique da Silva Anderson Henriques |          |

| Épreuve           | Athlète(s)                                                                          | Résultat |
| ----------------- | ----------------------------------------------------------------------------------- | -------- |
| 100 m             | Ana Claudia Silva Franciela Krasucki                                                |          |
| 400 m             | Joelma das Neves Souza                                                              |          |
| Saut à la perche  | Fabiana Murer Karla Rosa da Silva                                                   |          |
| Triple saut       | Keila Costa                                                                         |          |
| Lancer du poids   | Geisa Rafaela Arcanjo                                                               |          |
| Lancer du disque  | Fernanda Raquel Borges                                                              |          |
| Lancer du javelot | Jucilene Sales de Lima                                                              |          |
| Relais 4 × 100 m  | Ana Claudia Silva Rosângela Santos Franciela Krasucki Evelyn dos Santos Vanda Gomes |          |

### Bolivie
| Épreuve | Athlète(s) | Résultat |
| ------- | ---------- | -------- |
| ...     |            |          |

| Épreuve      | Athlète(s)    | Résultat |
| ------------ | ------------- | -------- |
| 20 km marche | Ángela Castro |          |
| 20 km marche | Wendy Cornejo |          |

### Bosnie-et-Herzégovine
Les lanceurs de poids Hamza Alić et Kemal Mešić sont les représentants de la Bosnie-et-Herzégovine.
Hommes
| Épreuve         | Athlète(s)             | Résultat |
| --------------- | ---------------------- | -------- |
| Lancer du poids | Hamza Alić Kemal Mešić |          |

### Botswana
La délégation du Botswana, conduite notamment par Nijel Amos (qui finalement n'est pas engagé) et Amantle Montsho, est composée de 12 athlètes.
| Épreuve         | Athlète(s)                                                               | Résultat |
| --------------- | ------------------------------------------------------------------------ | -------- |
| 200 m           | Isaac Makwala                                                            |          |
| 800 m           | Nijel Amos                                                               |          |
| Saut en hauteur | Kabelo Kgosiemang                                                        |          |
| 4 x 400 m       | Nijel Amos Thapelo Ketlogetswe Isaac Makwala Obakeng Ngwigwa Pako Seribe |          |

| Épreuve   | Athlète(s)                                                                             | Résultat |
| --------- | -------------------------------------------------------------------------------------- | -------- |
| 400 m     | Amantle Montsho                                                                        |          |
| 4 x 400 m | Amantle Montsho Oarabile Babolayi Christine Botlogetswe Seleka Goitseone Lydia Mashila |          |

### Bruneï
| Épreuve | Athlète(s)                | Résultat |
| ------- | ------------------------- | -------- |
| 400 m   | Ak. Hafiy Tajuddin Rositi |          |

| Épreuve | Athlète(s) | Résultat |
| ------- | ---------- | -------- |
| ...     |            |          |
| ...     |            |          |

### Bulgarie
Une équipe bulgare composée de dix athlètes, 5 hommes et 5 femmes, se rend à Moscou :
100 m : Denis Dimitrov Steeple: Tsenov, HJ : Viktor Ninov, TJ : Zlatozar Atanasov, SP : Georgi Ivanov
100 m et 200 m : Ivet Lalova, Steeple : Danekova, 400mH : Vania Stambolova, HJ : Mirela Demireva, SP : Radoslava Mavrodieva.
| Épreuve | Athlète(s) | Résultat |
| ------- | ---------- | -------- |
| ...     |            |          |
| ...     |            |          |

| Épreuve | Athlète(s) | Résultat |
| ------- | ---------- | -------- |
| ...     |            |          |
| ...     |            |          |

### Burkina Faso
| Épreuve | Athlète(s)      | Résultat |
| ------- | --------------- | -------- |
| 100 m   | Innocent Bologo |          |
| ...     |                 |          |

| Épreuve | Athlète(s) | Résultat |
| ------- | ---------- | -------- |
| ...     |            |          |
| ...     |            |          |

### Burundi
Après le forfait sur blessure de Francine Niyonsaba qui possédait le meilleur temps des engagées sur 800 m, un seul athlète du Burundi participe à ces championnats du monde : le demi-fondeur Antoine Gakeme.
Hommes
| Épreuve | Athlète(s)     | Résultat |
| ------- | -------------- | -------- |
| 800 m   | Antoine Gakeme |          |

## C

### îles Caïmans
L'équipe des îles Caïmans est composée d'un seul représentant : le sprinteur Kemar Hyman.
Hommes
| Épreuve | Athlète(s)  | Résultat |
| ------- | ----------- | -------- |
| 100 m   | Kemar Hyman |          |

### Cambodge
| Épreuve | Athlète(s)   | Résultat |
| ------- | ------------ | -------- |
| 800 m   | Samorn Kieng |          |

| Épreuve | Athlète(s) | Résultat |
| ------- | ---------- | -------- |
| ...     |            |          |
| ...     |            |          |

### Cameroun
Un seul athlète camerounais participe à ces championnats du monde : le coureur de 100 mètres Idrissa Adam.
Hommes
| Épreuve | Athlète(s)   | Résultat |
| ------- | ------------ | -------- |
| 100 m   | Idrissa Adam |          |

### Canada
L'equipe canadienne est composée de 46 athlètes, par ordre alphabétique :
- Mohammed Ahmed

10 000 m, 
St. Catharines, ON
- Dylan Armstrong

Poids
Kamloops, BC
Shawnacy Barber
Perche
Toronto, ON
Karine Belleau-Béliveau
800m
Montréal, QC
Khamica Bingham
4×100m
Toronto, ON
- Melissa Bishop

800m
Eganville, ON
- Nathan Brannen

1500m
Cambridge, ON
- Aaron Brown

100m / 4×100m
Toronto, ON
Alicia Brown
400m / 4×400m
Ottawa, ON
Shai-Anne Davis
4×100m
Richmond, ON
- Derek Drouin

Hauteur
Corunna, ON
Krista Duchene
Marathon
Brantford, ON
Evan Dunfee
50 km marche
Richmond, BC
Sam Effah
100m
Calgary, AB
- Crystal Emmanuel

200m / 4×100m
East York, ON
- Sultana Frizell

Marteau 
Perth, ON
- Alex Genest

3000m Steeple
Lac-aux-Sables, QC
- Inaki Gomez

20 km marche
Vancouver, BC
- Tremaine Harris

200m
Markham, ON
Matthew Hughes
3000m Steeple
Oshawa, ON
Kimberly Hyacinthe
200m / 4×100m
Lachenaie, QC
- Cameron Levins

5000m / 10000m
Campbell River, BC
- Oluwasegun Makinde

4×100m
Ottawa, ON
Lanni Marchant
Marathon
London, ON
- Jenna Martin

4×400m
Caledonia, NS
- Michael Mason

Hauteur
Nanoose Bay, BC
Noelle Montcalm
400m haies / 4×400m
Windsor, ON
Cheria Morgan
4×100m
Pickering, ON
Tim Nedow
Poids
Brockville, ON
Christabel Nettey
Longueur
Surrey, BC
- Sheila Reid

1500m
Newmarket, ON
Dontae Richards-Kwok
4×100m
Mississauga, ON
Anthony Romaniw
800m
Hamilton, ON
- Nicole Sifuentes

1500m
Winnipeg, MB
- Gavin Smellie

100m / 4×100m
Etobicoke, ON
- Brianne Theisen-Eaton

Heptathlon
Humboldt, SK
Benjamin Thorne
20 km marche
Kitimat, BC
Kate Van Buskirk
1500m
Toronto, ON
- Damian Warner

Decathlon
London, ON
- Justyn Warner

4×100m
Markham, ON
Rob Watson
Marathon
London, ON
- Sarah Wells

4×400m
Toronto, ON
- Angela Whyte

100m haies 
Edmonton, AB
Chris Winter
3000m Steeple
Vancouver, BC
Krista Woodward
Javelot
Vancouver, BC
- Jessica Zelinka

100m haies 
London, ON
| Épreuve | Athlète(s) | Résultat |
| ------- | ---------- | -------- |
| ...     |            |          |
| ...     |            |          |

| Épreuve | Athlète(s) | Résultat |
| ------- | ---------- | -------- |
| ...     |            |          |
| ...     |            |          |

### Cap-Vert
| Épreuve | Athlète(s)        | Résultat |
| ------- | ----------------- | -------- |
| 100 m   | Denielsan Martins |          |
| ...     |                   |          |

| Épreuve | Athlète(s) | Résultat |
| ------- | ---------- | -------- |
| ...     |            |          |
| ...     |            |          |

### Chili
7 athlètes représenteront le Chili à Moscou : 
- Natalia Ducó, poids,
- Erika Olivera, marathon,
- Isidora Jiménez, 200 m,
- Macarena Reyes, longueur,
- Karen Gallardo, disque,
- Edward Araya  50 km marche,
- Yerko Araya, 20 km marche.

| Épreuve      | Athlète(s) | Résultat |
| ------------ | ---------- | -------- |
| 20 km marche |            |          |
| 50 km marche |            |          |

| Épreuve | Athlète(s) | Résultat |
| ------- | ---------- | -------- |
| ...     |            |          |
| ...     |            |          |

### Chine
100m : Su Bingtian, Zhang Peimeng
200m : Xie Zhenye
Marathon : Yin Shujin
110m haies : Jiang Fan, Xie Wenjun
Hauteur : Bi Xiaoliang, Wang Yu, Zhang Guowei
Perche : Xue Changrui, Yang Yansheng, Zhang Wei
Longueur : Li Jinzhe, Wang Jianan
Triple : Cao Shuo, Dong Bin
Javelot : Zhao Qinggang
20 km : Cai Zelin, Chen Ding, Wang Zhen
50 km : Li Jianbo, Si Tianfeng, Wu Qianlong
4×100m : Guo Fan, Liang Jiahong, Su, Xie, Zhang
400m : Zhao Yanmin
800m : Wang Chunyu
100m haies : Wu Shuijiao
Marathon : Cao Mojie, Ding Changqin, He Yinli, Jia Chaofeng, Wei Xiaojie
Hauteur : Zheng Xingjuan
Perche : Li Ling
Poids : Gong Lijiao, Li Ling, Liu Xiangrong
Disque : Gu Siyu, Su Xinyue, Tan Jian
Marteau : Liu Tingting, Wang Zheng,  Zhang Wenxiu
Javelot : Li Lingwei,  Zhang Li
20 km : Li Yanfei, Liu Hong, Qieyang Shenjie, Sun Huanhuan
4×100m : Li Meijuan,  Liang Xiaojing, Tao Yujia, Wei Yongli
| Épreuve | Athlète(s) | Résultat |
| ------- | ---------- | -------- |
| ...     |            |          |
| ...     |            |          |

| Épreuve | Athlète(s) | Résultat |
| ------- | ---------- | -------- |
| ...     |            |          |
| ...     |            |          |

### Chypre
La sélection chypriote se limite à deux seuls athlètes :
- Apostolos Parellis
- Eleni Artymata

| Épreuve | Athlète(s)         | Résultat |
| ------- | ------------------ | -------- |
| Disque  | Apostolos Parellis |          |

| Épreuve | Athlète(s)     | Résultat |
| ------- | -------------- | -------- |
| 200 m   | Eleni Artymata |          |

### Congo
| Épreuve | Athlète(s)               | Résultat |
| ------- | ------------------------ | -------- |
| 100 m   | Devilert Arsène Kimbembe |          |

| Épreuve | Athlète(s) | Résultat |
| ------- | ---------- | -------- |
| ...     |            |          |
| ...     |            |          |

### République démocratique du Congo
| Épreuve | Athlète(s)            | Résultat |
| ------- | --------------------- | -------- |
| 100 m   | Hugues Tshiyinga Mafo |          |
| ...     |                       |          |

| Épreuve | Athlète(s) | Résultat |
| ------- | ---------- | -------- |
| ...     |            |          |
| ...     |            |          |

### Colombie
La délégation colombienne, conduite par la triple-sauteuse Caterine Ibargüen, est composée de 20 athlètes.
| Épreuve      | Athlète(s)                                              | Résultat |
| ------------ | ------------------------------------------------------- | -------- |
| 200 m        | Bernardo Baloyes                                        |          |
| 800 m        | Rafith Rodríguez                                        |          |
| 20 km marche | Eider Arévalo Luis Fernando López José Leonardo Montaña |          |
| 50 km marche | Fredy Hernández                                         |          |

| Épreuve           | Athlète(s)                                                                              | Résultat |
| ----------------- | --------------------------------------------------------------------------------------- | -------- |
| 1 500 m           | Rosibel García                                                                          |          |
| 5 000 m           | Carolina Tabares                                                                        |          |
| Marathon          | Erika Abril                                                                             |          |
| 20 km marche      | Sandra Arenas Sandra Galvis                                                             |          |
| 100 m haies       | Brigitte Merlano Lina Flórez                                                            |          |
| Triple saut       | Caterine Ibargüen                                                                       |          |
| Lancer du poids   | Sandra Lemos                                                                            |          |
| Lancer du javelot | Flor Ruiz                                                                               |          |
| Relais 4 × 100 m  | Lina Flórez Yomara Hinestroza Maria Alejandra Idrobo Darlenis Obregón Eliecith Palacios |          |

### Comores
| Épreuve     | Athlète(s)         | Résultat |
| ----------- | ------------------ | -------- |
| 400 m haies | Maoulida Darouèche |          |

| Épreuve | Athlète(s) | Résultat |
| ------- | ---------- | -------- |
| ...     |            |          |
| ...     |            |          |

### îles Cook
| Épreuve | Athlète(s) | Résultat |
| ------- | ---------- | -------- |
| ...     |            |          |
| ...     |            |          |

| Épreuve | Athlète(s)    | Résultat |
| ------- | ------------- | -------- |
| 100 m   | Patricia Taea |          |

### Corée du Nord
Quatre jeunes marathoniennes constituent l'équipe nord-coréenne, après le boycott de Daegu, nées entre 1990 et 1993 :
- Kim Hye-song
- Kim Hye-gyong
- Kim Mi-gyong
- Sin Yong-sun

### Corée du Sud
La sélection sud-coréenne est assez déséquilibrée avec seulement deux femmes pour 14 hommes.
- Byun Young-jun 20 km
- Cho Kyu-won relais 4 x 100 m
- Choe Byeong-kwang 20 km
- Jeon Yeong-eun 20 km
- Jin Min-sub perche et relais 4 x 100 m, un cas unique,
- Kim Seong-eun marathon
- Kim Young-jin marathon
- Kim Jin-kook relais 4 x 100 m
- Kim Kuk-young relais 4 x 100 m
- Kim Hyun-sub 20 km
- Oh Jin-uk marathon
- Oh Se-han 50 km
- Oh Kyong-soo relais 4 x 100 m
- Sung Ji-hun marathon
- Yim Jung-hyun 50 km
- Yoo Min-woo relais 4 x 100 m

| Épreuve | Athlète(s) | Résultat |
| ------- | ---------- | -------- |
| ...     |            |          |
| ...     |            |          |

| Épreuve | Athlète(s) | Résultat |
| ------- | ---------- | -------- |
| ...     |            |          |
| ...     |            |          |

### Costa Rica
Le coureur de 400 m Nery Brenes est le seul représentant du Costa Rica dans ces championnats du monde.
Hommes
| Épreuve | Athlète(s)  | Résultat |
| ------- | ----------- | -------- |
| 400 m   | Nery Brenes |          |

### Croatie
Trois hommes et trois femmes constituent l'ossature de la sélection croate.

### Côte-d'Ivoire
La délégation de Côte-d'Ivoire, conduite par la sprinteuse Murielle Ahouré, est composée de 3 athlètes.
| Épreuve | Athlète(s)                           | Résultat |
| ------- | ------------------------------------ | -------- |
| 100 m   | Hua Wilfried Koffi Ben Youssef Meité |          |
| 200 m   | Hua Wilfried Koffi Ben Youssef Meité |          |

| Épreuve | Athlète(s)      | Résultat |
| ------- | --------------- | -------- |
| 100 m   | Murielle Ahouré |          |
| 200 m   | Murielle Ahouré |          |

### Cuba
Le 29 juillet une équipe cubaine de 25 athlètes est annoncée par le directeur technique national, Jorge Luis Sánchez.
—800 m : Andy González Núñez (1 min 45 s 3) et  Rose Mary Almanza (1 min 59 s 55).
—110 m haies : Orlando Ortega (13 s 08) et Ignacio Morales (13 s 48). 400 m haies : Omar Cisneros
—Triple saut : Pedro Pablo Pichardo (17,69 m), Ernesto Revé (17,46 m) et Mabel Gay (14,67 m).
—Perche : Yarisley Silva (4,90 m) et Lázaro Borges (5,90 m).
—Disque : Yarelis Barrios (68,03 m), Yaime Pérez (66,01 m), Denia Caballero (65,60 m) et Jorge Fernández (66,05 m).
—Marteau : Yipsi Moreno (76,62 m) et Roberto Janet (77,08 m). Javelot Guillermo Martínez. Poids Yaniuvis Lopez
—Heptathlon : Yorgelis Rodríguez (6186 points). Décathlon : Leonel Suarez
—Relais 4 x 400 m : Osmaidel Pellicier (46 s 38), Raidel Acea (45 s 90), Noel Ruiz (45 s 53), Orestes Rodríguez (46 s 55) et Yoandys Lescay (qui fait aussi le 400 m).
| Épreuve | Athlète(s)     | Résultat |
| ------- | -------------- | -------- |
| 400 m   | Yoandys Lescay |          |
| 800 m   |                |          |

| Épreuve | Athlète(s) | Résultat |
| ------- | ---------- | -------- |
| 800 m   |            |          |
| ...     |            |          |

## D

### Danemark
Deux athlètes danois qui ont exactement le même âge au jour près sont engagés dans ces championnats du monde.
Hommes
| Épreuve          | Athlète(s)               | Résultat |
| ---------------- | ------------------------ | -------- |
| 400 m            | Nick Ekelund-Arenander   |          |
| Saut à la perche | Rasmus Wejnold Jørgensen |          |

### Djibouti
Le demi-fondeur Ayanleh Souleiman est le seul athlète engagé par la délégation de Djibouti.
Hommes
| Épreuve | Athlète(s)        | Résultat |
| ------- | ----------------- | -------- |
| 800 m   | Ayanleh Souleiman |          |
| 1 500 m | Ayanleh Souleiman |          |

### Dominique
L'équipe de la Dominique est représentée par un seul athlète : Mitchel Davis dans l'épreuve du 200 m masculin.
Hommes
| Épreuve | Athlète(s)    | Résultat |
| ------- | ------------- | -------- |
| 200 m   | Mitchel Davis |          |

## E

### Égypte
Quatre athlètes égyptiens (3 hommes et une femme) participent à ces championnats du monde.
| Épreuve           | Athlète(s)                | Résultat |
| ----------------- | ------------------------- | -------- |
| 800 m             | Hamada Mohamed            |          |
| Lancer du marteau | Hassan Mohamed Mahmoud    |          |
| Lancer du javelot | Ihab Abdelrahman El Sayed |          |

| Épreuve     | Athlète(s)                | Résultat |
| ----------- | ------------------------- | -------- |
| 100 m haies | Salma Emam Abou El-Hassan |          |

### Émirats arabes unis
| Épreuve | Athlète(s) | Résultat |
| ------- | ---------- | -------- |
| ...     |            |          |
| ...     |            |          |

| Épreuve | Athlète(s)       | Résultat |
| ------- | ---------------- | -------- |
| 1 500 m | Betlhem Desalegn |          |
| 5 000 m | Betlhem Desalegn |          |

### Équateur
Une équipe de 17 athlètes représente l'Équateur :
- Alex Quiñónez – 100 et 200 m.
- Andrés Chocho – 50 km marche
- Bayron Piedra – 5000 m
- Xavier Moreno – 50 km marche
- Miguel Almachi – marathon
- Mauricio Arteaga – 20 km marche
- Diego Ferrín – Hauteur
- Rolando Saquipay – 20 km marche
- Jonathan Cáceres – 50 km marche
- Ángela Tenorio  200 m et relais
- Paola Pérez – 20 km marche
- Rosa Chacha – Marathon,
- Érika Chávez – relais 4×100
- Celene Cevallos – relais 4×100
- Yuliana Angulo – relais 4×100
- Kelly Baraona – relais 4×100
- Nicole Minota – relais 4×100

| Épreuve | Athlète(s) | Résultat |
| ------- | ---------- | -------- |
| ...     |            |          |
| ...     |            |          |

| Épreuve | Athlète(s) | Résultat |
| ------- | ---------- | -------- |
| ...     |            |          |
| ...     |            |          |

### Érythrée
Une seule femme érythréenne dans une équipe entièrement composée de coureurs de 10 000 m et de marathoniens.
| Épreuve  | Athlète(s)                                                                      | Résultat |
| -------- | ------------------------------------------------------------------------------- | -------- |
| 10 000 m | Nguse Amlosom Goitom Kifle Teklemariam Medhin                                   |          |
| Marathon | Yared Asmerom Beraki Beyene Yonas Kifle Amanuel Mesel Kiflom Sium Samuel Tsegay |          |

| Épreuve  | Athlète(s)         | Résultat |
| -------- | ------------------ | -------- |
| Marathon | Nebiat Habtemariam |          |

### Espagne
41 athlètes, 31 hommes et 10 femmes composent la sélection espagnole.
100m : Angel David Rodriguez
200m : Bruno Hortelano, Sergio Ruiz
800m : Kevin López, Luis Alberto Marco
1500m : David Bustos
5000m : Alemayehu Bezabeh, Sergio Sánchez
Marathon : Javier Guerra, Ayad Lamdassem
3000m steeple : Roberto Alaiz, Sebastian Martos, Ángel Mullera
Perche : Igor Bychkov
Longueur : Eusebio Cáceres
Poids : Borja Vivas
Disque : Frank Casañas, Mario Pestano
Marteau : Javier Cienfuegos
20 km marche : Francisco Arcilla, Miguel Angel Lopez, Álvaro Martin
50 km marche : José Ignacio Díaz, Jesus Angel Garcia, Claudio Villanueva
4×100m : Adriá Burriel, Caceres, Hortelano, Rodriguez, Ruiz, Eduard Viles
4×400m : Roberto Briones, Pau Fradera, Samuel García, Hortelano, Mark Ujakpor
400m : Aauri Lorena Bokesa
1500m : Natalia Rodríguez
5000m : Dolores Checa
Marathon : Alessandra Aguilar
3000m steeple : Diana Martín
Hauteur : Ruth Beitia
Poids : Úrsula Ruiz
20 km marche : Lorena Luaces, Beatriz Pascual, Júlia Takács
| Épreuve | Athlète(s) | Résultat |
| ------- | ---------- | -------- |
| ...     |            |          |
| ...     |            |          |

| Épreuve | Athlète(s) | Résultat |
| ------- | ---------- | -------- |
| ...     |            |          |
| ...     |            |          |

### Estonie
Une équipe de 9 athlètes est annoncée le 30 juillet 2013.
- Gerd Kanter
- Rasmus Mägi
- Maicel Uibo
- Grit Šadeiko
- Risto Mätas
- Mikk Pahapill
- Anna Iljuštšenko
- Mari Klaup
- Liina Laasma

| Épreuve | Athlète(s) | Résultat |
| ------- | ---------- | -------- |
| ...     |            |          |
| ...     |            |          |

| Épreuve | Athlète(s) | Résultat |
| ------- | ---------- | -------- |
| ...     |            |          |
| ...     |            |          |

### États-Unis
Neuf champions du monde en titre et 20 médaillés individuels des Jeux olympiques de 2012 font partie de la sélection américaine, annoncée le 29 juillet 2013 par l'USATF. Les 9 tenants du titre sont : Jason Richardson sur 110 m haies, Christian Taylor au triple saut, Jesse Williams au saut en hauteur, Dwight Phillips au saut en longueur, Trey Hardee au décathlon, Carmelita Jeter sur 100 m, Jenny Simpson sur 1 500 m, Lashinda Demus sur 400 m haies et Brittney Reese au saut en longueur. Hormis les qualifications résultant des sélections olympiques américaines à Des Moines, quatre athlètes bénéficiaient d'une invitation en tant que vainqueurs de la Ligue de diamant 2012 : Charonda Williams sur 200 m, Dawn Harper sur 100 m haies, Chaunté Lowe au saut en hauteur et Reese Hoffa au lancer du poids.
| Épreuve           | Athlète(s)                                                                          | Résultat |
| ----------------- | ----------------------------------------------------------------------------------- | -------- |
| 100 m             | Justin Gatlin Charles Silmon Michael Rodgers                                        |          |
| 200 m             | Isiah Young Curtis Mitchell Wallace Spearmon                                        |          |
| 400 m             | LaShawn Merritt Tony McQuay Arman Hall                                              |          |
| 800 m             | Duane Solomon Nick Symmonds Brandon Johnson                                         |          |
| 1 500 m           | Matthew Centrowitz Leo Manzano Lopez Lomong                                         |          |
| 5 000 m           | Bernard Lagat Galen Rupp Ryan Hill                                                  |          |
| 10 000 m          | Galen Rupp Dathan Ritzenhein                                                        |          |
| Marathon          | Daniel Tapia Jeffrey Eggleston Carlos Trujillo                                      |          |
| 110 m haies       | Jason Richardson Ryan Wilson David Oliver Aries Merritt                             |          |
| 400 m haies       | Michael Tinsley Kerron Clement Bershawn Jackson                                     |          |
| 3 000 m steeple   | Evan Jager Daniel Huling De'Sean Turner                                             |          |
| 20 km marche      | Tim Seaman                                                                          |          |
| 50 km marche      | John Nunn (athlétisme)                                                              |          |
| Relais 4 x 100 m  | Justin Gatlin Charles Silmon Mike Rodgers Rakieem Salaam Dentarius Locke Jeff Demps |          |
| Relais 4 x 400 m  | LaShawn Merritt Tony McQuay Arman Hall Josh Mance James Harris David Verburg        |          |
| Saut en hauteur   | Jesse Williams Erik Kynard Dustin Jonas Keith Moffatt                               |          |
| Saut en longueur  | Dwight Phillips George Kitchens Marquis Dendy                                       |          |
| Saut à la perche  | Brad Walker Jeremy Scott Jack Whitt                                                 |          |
| Triple saut       | Christian Taylor Omar Craddock Will Claye                                           |          |
| Lancer du poids   | Reese Hoffa Ryan Whiting Zack Lloyd Cory Martin                                     |          |
| Lancer du disque  | Lance Brooks                                                                        |          |
| Lancer du marteau | A.G. Kruger                                                                         |          |
| Lancer du javelot | Riley Dolezal Sam Humphreys                                                         |          |
| Décathlon         | Trey Hardee Ashton Eaton Gunnar Nixon Jeremy Taiwo                                  |          |

| Épreuve           | Athlète(s)                                                                                         | Résultat |
| ----------------- | -------------------------------------------------------------------------------------------------- | -------- |
| 100 m             | Carmelita Jeter English Gardner Octavious Freeman Alexandria Anderson                              |          |
| 200 m             | Charonda Williams Kimberlyn Duncan Allyson Felix Jeneba Tarmoh                                     |          |
| 400 m             | Natasha Hastings Francena McCorory Ashley Spencer                                                  |          |
| 800 m             | Alysia Montaño Brenda Martinez Ajee Wilson                                                         |          |
| 1 500 m           | Jenny Simpson Treniere Moser Mary Cain                                                             |          |
| 5 000 m           | Molly Huddle Shannon Rowbury Kim Conley                                                            |          |
| 10 000 m          | Shalane Flanagan Jordan Hasay Amy Hastings                                                         |          |
| Marathon          | Dot McMahon Jeannette Faber Deena Kastor                                                           |          |
| 100 m haies       | Dawn Harper Brianna Rollins Queen Harrison Nia Ali                                                 |          |
| 400 m haies       | Lashinda Demus Dalilah Muhammad Georganne Moline Christine Spence                                  |          |
| 3 000 m steeple   | Nicole Bush Ashley Higginson Shalaya Kipp                                                          |          |
| 20 km marche      | Maria Michta Erin Gray Miranda Melville                                                            |          |
| Relais 4 x 100 m  | English Gardner Octavious Freeman Alexandria Anderson Jeneba Tarmoh Barbara Pierre Aurieyall Scott |          |
| Relais 4 x 400 m  | Natasha Hastings Francena McCorory Ashley Spencer Joanna Atkins Jessica Beard Rebecca Alexander    |          |
| Saut en hauteur   | Chaunté Lowe Brigetta Barrett Inika McPherson                                                      |          |
| Saut en longueur  | Brittney Reese Janay DeLoach Soukup Tori Polk Funmi Jimoh                                          |          |
| Saut à la perche  | Jennifer Suhr Kylie Hutson Becky Holliday                                                          |          |
| Lancer du poids   | Michelle Carter Tia Brooks Alyssa Hasslen                                                          |          |
| Lancer du disque  | Gia Lewis-Smallwood Whitney Ashley Elizabeth Podomonick                                            |          |
| Lancer du marteau | Amanda Bingson Jeneva McCall Amber Campbell                                                        |          |
| Lancer du javelot | Brittany Borman                                                                                    |          |
| Heptathlon        | Sharon Day Bettie Wade Erica Bougard                                                               |          |

### Éthiopie
La liste des athlètes sélectionnés est annoncée par la Fédération éthiopienne d'athlétisme le 29 juillet 2013. Elle comprend notamment Ibrahim Jeilan, champion du monde en titre sur 10 000 m, ainsi que les championnes olympiques en titre Tiki Gelana, Meseret Defar et Tirunesh Dibaba.
| Épreuve         | Athlète(s)                                                             | Résultat |
| --------------- | ---------------------------------------------------------------------- | -------- |
| 800 m           | Mohammed Aman Aman Wote                                                |          |
| 1 500 m         | Abiyot Abinet Mekonnen Gebremedhin Aman Wote                           |          |
| 5 000 m         | Yenew Alamirew Muktar Edris Hagos Gebrhiwet                            |          |
| 10 000 m        | Dejen Gebremeskel Ibrahim Jeilan Abera Kuma Imane Merga                |          |
| Marathon        | Tsegaye Kebede Lelisa Desisa Feyisa Lilesa Tadese Tola Tilahun Regassa |          |
| 3 000 m steeple | Roba Gari Habtamu Jaleta                                               |          |

| Épreuve         | Athlète(s)                                                              | Résultat |
| --------------- | ----------------------------------------------------------------------- | -------- |
| 800 m           | Fantu Magiso                                                            |          |
| 1 500 m         | Gelete Burka Genzebe Dibaba Senbere Teferi                              |          |
| 5 000 m         | Almaz Ayana Meseret Defar Tirunesh Dibaba                               |          |
| 10 000 m        | Meseret Defar Tirunesh Dibaba Beleynesh Oljira                          |          |
| Marathon        | Tiki Gelana Meseret Hailu Meselech Melkamu Merima Mohammed Feyse Tadese |          |
| 3 000 m steeple | Sofia Assefa Hiwot Ayalew Etenesh Diro                                  |          |

## F

### îles Fidji
Le sprinter Ratu Banuve Tabakaucoro est un des deux représentants fidjiens à Moscou avec le lanceur de javelot Leslie Copeland.
| Épreuve | Athlète(s) | Résultat |
| ------- | ---------- | -------- |
| ...     |            |          |
| ...     |            |          |

| Épreuve | Athlète(s) | Résultat |
| ------- | ---------- | -------- |
| ...     |            |          |
| ...     |            |          |

### Finlande
La sélection finlandaise est confirmée le 30 juillet 2013 :
50 km marche :
Jarkko Kinnunen Jalasjärven Jalas - (3 h 46 min 25 s, en 2012), 
Veli-Matti Partanen Lappeenrannan Urheilu-Miehet 3 h 58 min 50 s.
Perche :
Jere Bergius Tampereen Pyrintö 5,60 m (5,72 m en 2012).
Longueur :
Eero Haapala Ikaalisten Urheilijat 8,11 m en salle
Javelot :
Tero Pitkämäki Seinäjoen Seudun Urheilijat 87,60 m (91,53 -05),
Antti Ruuskanen Pielaveden Sampo 84,05 m (87,79 -12),
Teemu Wirkkala Toholammin Urheilijat 82,91 m (87,23 -09), Ari Mannio Lehtimäen Jyske (Alajärvi) 84,65 (85,70 -09).
Femmes
100 m :
Hanna-Maari Latvala Jyväskylän Kenttäurheilijat 11 s 36
200 m :
Hanna-Maari Latvala Jyväskylän Kenttäurheilijat 22 s 98
100 m haies :
Nooralotta Neziri Turun Urheiluliitto 13 s 10
3000 m steeple :
Sandra Eriksson IF Nykarlebynejden 9 min 43 s 35,
Réserve : Oona Kettunen Karhulan Katajaiset (Kotka) 9 min 45 s 51.
20 km marche :
Anne Halkivaha Turun Weikot 1 h 35 min 17 s. - Valittu jo 1. valinnassa.
| Épreuve | Athlète(s) | Résultat |
| ------- | ---------- | -------- |
| ...     |            |          |
| ...     |            |          |

| Épreuve | Athlète(s) | Résultat |
| ------- | ---------- | -------- |
| ...     |            |          |
| ...     |            |          |

### France
La sélection française est annoncée le 29 juillet 2013. Elle comprend alors 52 athlètes, dont 21 femmes,. Parmi les 40 athlètes sélectionnés pour les épreuves individuelles, 18 n'ont pas réalisé stricto sensu les minima A demandés par la Fédération française d'athlétisme (10 femmes sur 16, 8 hommes sur 24).
Le 9 aout 2013, à la suite de son contrôle antidopage positif, Alice Decaux est retirée de la sélection française.
| Épreuve           | Athlète(s)                                                                                 | Résultat |
| ----------------- | ------------------------------------------------------------------------------------------ | -------- |
| 100 m             | Christophe Lemaitre Jimmy Vicaut                                                           |          |
| 200 m             | Christophe Lemaitre Jimmy Vicaut                                                           |          |
| 800 m             | Pierre-Ambroise Bosse                                                                      |          |
| 1 500 m           | Florian Carvalho Simon Denissel Bouabdellah Tahri                                          |          |
| Marathon          | Benjamin Malaty                                                                            |          |
| 110 m haies       | Pascal Martinot-Lagarde Thomas Martinot-Lagarde                                            |          |
| 400 m haies       | Yoann Décimus Mickaël François                                                             |          |
| 3 000 m steeple   | Yoann Kowal Mahiedine Mekhissi-Benabbad Nouredine Smaïl                                    |          |
| Saut en hauteur   | Mickaël Hanany                                                                             |          |
| Saut en longueur  | Salim Sdiri                                                                                |          |
| Saut à la perche  | Renaud Lavillenie Valentin Lavillenie                                                      |          |
| Triple saut       | Yoann Rapinier Gaëtan Saku Bafuanga Teddy Tamgho                                           |          |
| Lancer du marteau | Quentin Bigot                                                                              |          |
| 20 km marche      | Bertrand Moulinet Kévin Campion                                                            |          |
| 50 km marche      | Yohann Diniz                                                                               |          |
| Décathlon         | Kevin Mayer Gaël Quérin                                                                    |          |
| Relais 4 × 100 m  | Christophe Lemaitre Jimmy Vicaut Emmanuel Biron David Alerte Arnaud Rémy Mickaël-Meba Zézé |          |

| Épreuve          | Athlète(s)                                                                                    | Résultat |
| ---------------- | --------------------------------------------------------------------------------------------- | -------- |
| 100 m            | Stella Akakpo Myriam Soumaré                                                                  |          |
| 200 m            | Johanna Danois Myriam Soumaré Lénora Guion-Firmin                                             |          |
| 400 m            | Marie Gayot Floria Guei                                                                       |          |
| 5 000 m          | Sophie Duarte                                                                                 |          |
| 10 000 m         | Christelle Daunay                                                                             |          |
| Marathon         | Carmen Oliveras                                                                               |          |
| 100 m haies      | Cindy Billaud Reina-Flor Okori                                                                |          |
| Saut à la perche | Marion Lotout                                                                                 |          |
| Saut en longueur | Éloyse Lesueur                                                                                |          |
| Lancer du disque | Mélina Robert-Michon                                                                          |          |
| Heptathlon       | Antoinette Nana Djimou                                                                        |          |
| Relais 4 × 100 m | Stella Akakpo Johanna Danois Myriam Soumaré Céline Distel-Bonnet Émilie Gaydu Ayodele Ikuesan |          |
| Relais 4 × 400 m | Phara Anarchasis Marie Gayot Floria Guei Lénora Guion-Firmin Muriel Hurtis                    |          |

## G

### Gabon
Deux athlètes figurent dans la délégation gabonaise : les sprinteurs Ruddy Zang-Milama et Gauthier Okawe. 
| Épreuve | Athlète(s)     | Résultat |
| ------- | -------------- | -------- |
| 100 m   | Gauthier Okawe |          |

| Épreuve | Athlète(s)        | Résultat |
| ------- | ----------------- | -------- |
| 100 m   | Ruddy Zang-Milama |          |

### Gambie
| Épreuve | Athlète(s)      | Résultat |
| ------- | --------------- | -------- |
| 100 m   | Suwaibou Sanneh |          |

| Épreuve | Athlète(s) | Résultat |
| ------- | ---------- | -------- |
| ...     |            |          |
| ...     |            |          |

### Géorgie
La Géorgie qui n'était pas présente lors des précédents mondiaux revient avec un marcheur sur 50 km d'origine polonaise Maciej Rosiewicz.

### Ghana
Une seule athlète, Janet Amponsah représente le Ghana contre 7 à Daegu.
| Épreuve | Athlète(s) | Résultat |
| ------- | ---------- | -------- |
| ...     |            |          |
| ...     |            |          |

| Épreuve | Athlète(s) | Résultat |
| ------- | ---------- | -------- |
| ...     |            |          |
| ...     |            |          |

### Gibraltar
| Épreuve | Athlète(s)   | Résultat |
| ------- | ------------ | -------- |
| 200 m   | Jerai Torres |          |

| Épreuve | Athlète(s) | Résultat |
| ------- | ---------- | -------- |
| ...     |            |          |
| ...     |            |          |

### Grèce
La sélection grecque comporte 17 athlètes, 8 hommes et 9 femmes :
200 m : Likoúrgos-Stéfanos Tsákonas, 110mH : Konstadinos Douvalidis, HJ : Konstadinos Baniotis, Adonios Mastoras, PV : Konstadinos Filippidis,  LJ : Louis Tsatoumas, TJ : Dimitrios Tsiamis, 20 kmw et 50 kmw : Alexandros Papamihail.
Femmes  200 m : Maria Belibasaki, Mar : Astropekaki, HJ : Adonia Steryiou PV : Nikoleta Kiriakopoulou, Stélla-Iró Ledáki, TJ : Athanasía Pérra, Niki Panetta, 20kmw : Drisbioti, hep : Sofia Ifantidou
| Épreuve | Athlète(s) | Résultat |
| ------- | ---------- | -------- |
| ...     |            |          |
| ...     |            |          |

| Épreuve | Athlète(s) | Résultat |
| ------- | ---------- | -------- |
| ...     |            |          |
| ...     |            |          |

### Grenade
La sélection grenadine ne comprend que deux athlètes : le champion du monde et olympique Kirani James sur 400 m et Kurt Felix le décathlonien qui a remporté les NCAA à Des Moines avec un score de 8 062 points, record de la Grenade.
| Épreuve | Athlète(s) | Résultat |
| ------- | ---------- | -------- |
| 400 m   |            |          |
| ...     |            |          |

| Épreuve | Athlète(s) | Résultat |
| ------- | ---------- | -------- |
| ...     |            |          |
| ...     |            |          |

### Guam
| Épreuve | Athlète(s)     | Résultat |
| ------- | -------------- | -------- |
| 100 m   | Michael Alicto |          |

| Épreuve | Athlète(s) | Résultat |
| ------- | ---------- | -------- |
| ...     |            |          |
| ...     |            |          |

### Guatemala
| Épreuve      | Athlète(s)     | Résultat |
| ------------ | -------------- | -------- |
| Marathon     | Jeremías Saloj |          |
| 20 km marche | Anibal Paau    |          |
| 20 km marche | Jaime Quiyuch  |          |
| 50 km marche | Erick Barrondo |          |

| Épreuve      | Athlète(s)    | Résultat |
| ------------ | ------------- | -------- |
| 20 km marche | Mayra Herrera |          |
| 20 km marche | Mirna Ortíz   |          |

### Guinée
| Épreuve | Athlète(s)    | Résultat |
| ------- | ------------- | -------- |
| 1 500 m | Mamadou Barry |          |

| Épreuve | Athlète(s) | Résultat |
| ------- | ---------- | -------- |
| ...     |            |          |
| ...     |            |          |

### Guinée-Bissau
| Épreuve | Athlète(s)      | Résultat |
| ------- | --------------- | -------- |
| 100 m   | Holder da Silva |          |

| Épreuve | Athlète(s) | Résultat |
| ------- | ---------- | -------- |
| ...     |            |          |
| ...     |            |          |

### Guinée équatoriale
| Épreuve | Athlète(s)      | Résultat |
| ------- | --------------- | -------- |
| 800 m   | Benjamín Enzema |          |

| Épreuve | Athlète(s) | Résultat |
| ------- | ---------- | -------- |
| ...     |            |          |
| ...     |            |          |

### Guyana
| Épreuve | Athlète(s)     | Résultat |
| ------- | -------------- | -------- |
| 100 m   | Adam Harris    |          |
| 200 m   | Winston George |          |

| Épreuve | Athlète(s)    | Résultat |
| ------- | ------------- | -------- |
| 400 m   | Kadecia Baird |          |

## H

### Haïti
Hommes
| Épreuve     | Athlète(s)  | Résultat |
| ----------- | ----------- | -------- |
| Triple saut | Samyr Lainé |          |

### Honduras
Rolando Palacios, coureur de 200 m, est l'unique représentant du Honduras.
Hommes
| Épreuve | Athlète(s)       | Résultat |
| ------- | ---------------- | -------- |
| 200 m   | Rolando Palacios |          |

### Hong Kong
Le relais 4 x 100 m masculin et une sprinteuse constituent la sélection de Hong Kong.
| Épreuve          | Athlète(s)                                                  | Résultat |
| ---------------- | ----------------------------------------------------------- | -------- |
| Relais 4 x 100 m | Ho Man Lok Lai Chun Ho Ng Ka Fung Tang Yik Chun Tsui Chi Ho |          |

| Épreuve | Athlète(s)   | Résultat |
| ------- | ------------ | -------- |
| 100 m   | Fong Yee Pui |          |

### Hongrie
11 athlètes hongrois participeront aux championnats à Moscou (noms dans l'ordre hongrois).
Hommes :
Baji Balázs (110 m haies), Helebrandt Máté (20 km marche), Hudi Ákos (marteau), Kazi Tamás (800 m), Pars Krisztián (marteau), Rácz Sándor (50 km marche)
Femmes : 
Madarász Viktória (20 km marche), Márton Anita (poids), Orbán Éva (marteau), Szabó Barbara (hauteur), Zsivoczky-Farkas Györgyi (heptathlon)
| Épreuve | Athlète(s) | Résultat |
| ------- | ---------- | -------- |
| ...     |            |          |
| ...     |            |          |

| Épreuve | Athlète(s) | Résultat |
| ------- | ---------- | -------- |
| ...     |            |          |
| ...     |            |          |

## I

### Inde
Quinze athlètes sont sélectionnés, dont 8 femmes :
K.T. Irfan, Gurmeet Singh et Chandan Singh (20 km marche), Basant Bahadur Rana et Sandeep Kumar (50 km marche), Vikas Gowda (disqu) et Renjith Maheswary (Triple);
Khushbir Kaur (20 km), Sudha Singh (3000m steeple), M.R. Poovamma, Tintu Luka, Nirmala Sheoran, Anu Mariam Jose, Ashwini Akkunji et Anilda Thomas (4 x 400m).
| Épreuve | Athlète(s) | Résultat |
| ------- | ---------- | -------- |
| ...     |            |          |
| ...     |            |          |

| Épreuve | Athlète(s) | Résultat |
| ------- | ---------- | -------- |
| ...     |            |          |
| ...     |            |          |

### Indonésie
| Épreuve | Athlète(s)                    | Résultat |
| ------- | ----------------------------- | -------- |
| 100 m   | Sapwaturrahman Sapwaturrahman |          |

| Épreuve | Athlète(s) | Résultat |
| ------- | ---------- | -------- |
| ...     |            |          |
| ...     |            |          |

### Irak
| Épreuve | Athlète(s) | Résultat |
| ------- | ---------- | -------- |
| ...     |            |          |
| ...     |            |          |

| Épreuve | Athlète(s)       | Résultat |
| ------- | ---------------- | -------- |
| 200 m   | Dana Abdul Razak |          |

### Iran
Une lanceuse de poids et cinq autres athlètes constituent la sélection iranienne.
| Épreuve      | Athlète(s)                  | Résultat |
| ------------ | --------------------------- | -------- |
| 100 m        | Reza Ghasemi Hassan Taftian |          |
| Disque       | Ehsan Hadadi Mahmoud Samimi |          |
| 20 km marche | Ebrahim Rahimian            |          |

| Épreuve | Athlète(s)   | Résultat |
| ------- | ------------ | -------- |
| Poids   | Leyla Rajabi |          |

### Irlande
Onze athlètes (six hommes et cinq femmes) composent la délégation irlandaise.
| Épreuve      | Athlète(s)                     | Résultat |
| ------------ | ------------------------------ | -------- |
| 400 m        | Brian Gregan                   |          |
| 800 m        | Mark English Paul Robinson     |          |
| Marathon     | Paul Pollock                   |          |
| 50 km marche | Brendan Boyce Robert Heffernan |          |

| Épreuve          | Athlète(s)        | Résultat |
| ---------------- | ----------------- | -------- |
| 400 m            | Jennifer Carey    |          |
| 800 m            | Roseanne Galligan |          |
| Marathon         | Maria McCambridge |          |
| 20 km marche     | Laura Reynolds    |          |
| Saut à la perche | Tori Pena         |          |

### Islande
| Épreuve | Athlète(s) | Résultat |
| ------- | ---------- | -------- |
| ...     |            |          |
| ...     |            |          |

| Épreuve | Athlète(s)         | Résultat |
| ------- | ------------------ | -------- |
| Javelot | Ásdís Hjálmsdóttir |          |

### Israël
L'équipe d’Israël est composée de trois athlètes. 
| Épreuve  | Athlète(s)   | Résultat |
| -------- | ------------ | -------- |
| Marathon | Zohar Zemiro |          |

| Épreuve         | Athlète(s)              | Résultat |
| --------------- | ----------------------- | -------- |
| Saut en hauteur | Maayan Furman-Shahaf    |          |
| Triple saut     | Hanna Knyazyeva-Minenko |          |

### Italie
Le 24 juillet 2013, Massimo Magnani, le directeur technique de la FIDAL annonce une équipe initiale de 53 athlètes, 28 hommes et 25 femmes, complétée successivement de six relayeurs après les Championnats nationaux des 26-28 juillet 2013 à l'Arena Civica. Peu ont des ambitions de podium en dehors d'Alessia Trost, de Daniele Greco et de Valeria Straneo. Abate (rupture du talon d'Achille) et Tamberi (méforme) renoncent à la sélection ce qui porte l'équipe à 57 athlètes au 30 juillet 2013, la plus importante équipe italienne aux championnats du monde (le record de participation est de 66 athlètes à Athènes en 1997). Le 8 août, Roberta Bruni renonce pour méforme et Tumi ne court finalement que le relais. Manenti en est retiré également à la veille des séries du 200 m pour méforme.
100m/4×100 : Michael Tumi, 
G.S. Fiamme Oro Padova / Atl. Vicentina
200m/4×100 : Enrico Demonte,
G.S. Fiamme Oro Padova
Davide Manenti,
C.S. Aeronautica Militare
400m/4×400 :
Matteo Galvan
G.A. Fiamme Gialle
800 m : Giordano Benedetti,
G.A. Fiamme Gialle
10 000 m : Daniele Meucci,
C.S. Esercito
3000 steeple : Yuri Floriani,
G.A. Fiamme Gialle
Patrick Nasti,
G.A. Fiamme Gialle / Marathon Trieste
Jamel Chatbi,
Atl. Riccardi Milano
Marche 20 km : Matteo Giupponi,
C.S. Carabinieri Sez. Atletica
Giorgio Rubino,
G.A. Fiamme Gialle
Federico Tontodonati,
Cus Torino
Marche 50 km : Marco De Luca,
G.A. Fiamme Gialle
Teodorico Caporosa,
Enterprise Sport & Service
Jean-Jacques Nkouloukidi,
G.A. Fiamme Gialle
110 m hais : Emanuele Abate
G.S. Fiamme Oro Padova
Hauteur : Silvano Chesani
G.S. Fiamme Oro Padova
Gianmarco Tamberi
G.A. Fiamme Gialle / Bruni Pubbl. Atl. Vomano
Perche
Giuseppe Gibilisco,
G.A. Fiamme Gialle / Bruni Pubbl. Atl. Vomano
Claudio Stecchi,
G.A. Fiamme Gialle / Assi Giglio Rosso
Triple saut :
Fabrizio Donato,
G.A. Fiamme Gialle
Daniele Greco,
G.S. Fiamme Oro Padova
Fabrizio Schembri,
C.S. Carabinieri Sez. Atletica
Disque :
Giovanni Faloci,
G.A. Fiamme Gialle
Marteau : Nicola Vizzoni,
G.A. Fiamme Gialle
4×100 m : 3 athlètes supplémentaires sélectionnés lors des championnats nationaux à l'Arena Civica : Delmas Obou, Diego Marani et Fabio Cerutti (Fiamme Gialle).
4×400 m : Lorenzo Valentini,
G.A. Fiamme Gialle / Atl. Studentesca CA.RI.RI
Michele Tricca,
G.A. Fiamme Gialle / Atl. Susa
Marco Lorenzi,
G.A. Fiamme Gialle / GS Valsugana Trentino
Deux autres relayeurs sélectionnés lors des championnats nationaux à l'Arena Civica : Eusebio Haliti et Isalbet Juarez.
Femmes
200m/4×100 : Gloria Hooper
G.S. Forestale / Atl. Valpolicella Lupatoti
400m/4×400 : Libania Grenot
G.A. Fiamme Gialle
Chiara Bazzoni
C.S. Esercito
800m/4×400 : Marta Milani
C.S. Esercito
1500 m : Margherita Magnani
G.A. Fiamme Gialle / Cus Bologna
Marathon : Emma Quaglia
Cus Genova
Valeria Straneo
Runner Team 99 SBV
Marche 20 km : Eleonora Anna Giorgi
G.S. Fiamme Azzurre / Lecco-Colombo Costr.
Antonella Palmisano
G.A. Fiamme Gialle / Atl. Don Milani
Elisa Rigaudo
G.A. Fiamme Gialle
100 m haies : Veronica Borsi
G.A. Fiamme Gialle / A.S.D. Acsi Italia Atletica
100hs/4×100 : Marzia Caravelli
CUS Cagliari
400 m haies : Jennifer Rockwell
A.S.D. Acsi Italia Atletica
Hauteur : Alessia Trost
G.A. Fiamme Gialle / Atl. Brugnera Friulintagli
Perche : Roberta Bruni
G.S. Forestale / Atl. Studentesca CA.RI.RI
Longueur : Dariya Derkach
A.S.D. Acsi Italia Atletica
Triple saut : Simona La Mantia
G.A. Fiamme Gialle
Poids : Chiara Rosa
G.S. Fiamme Azzurre
4×100 m : Ilenia Draisci
C.S. Esercito / A.S.D. Acsi Italia Atletica
Audrey Alloh
G.S. Fiamme Azzurre
Irene Siragusa
Atletica 2005
Martina Amidei
C.S. Aeronautica Militare / CUS Torino
Micol Cattaneo, sélectionnée le 28 juillet 2013.
4×400 m : Maria Benedicta Chigbolu
C.S. Esercito / Atl. Studentesca CA.RI.RI
Elena Bonfanti
Atl. Lecco-Colombo Costruzioni
Maria Enrica Spacca,
G.S. Forestale.
| Épreuve | Athlète(s) | Résultat |
| ------- | ---------- | -------- |
| ...     |            |          |
| ...     |            |          |

| Épreuve | Athlète(s) | Résultat |
| ------- | ---------- | -------- |
| ...     |            |          |
| ...     |            |          |

## J

### Jamaïque
L'équipe jamaïcaine est annoncée le 30 juillet 2013 par la Jamaica Athletics Administrative Association.
| Épreuve          | Athlète(s)                                                                                          | Résultat |
| ---------------- | --------------------------------------------------------------------------------------------------- | -------- |
| 100 m            | Usain Bolt Nickel Ashmeade Kemar Bailey-Cole Nesta Carter                                           |          |
| 200 m            | Usain Bolt Nickel Ashmeade Jason Livermore Warren Weir                                              |          |
| 400 m            | Javere Bell Javon Francis Rusheen McDonald                                                          |          |
| 110 m haies      | Hansle Parchment Andrew Riley Dwight Thomas                                                         |          |
| 400 m haies      | Leford Green Isa Phillips Annsert Whyte                                                             |          |
| Saut en longueur | Damar Forbes                                                                                        |          |
| Lancer du poids  | Raymond Brown O’Dayne Richards                                                                      |          |
| Relais 4 × 100 m | Usain Bolt Nickel Ashmeade Kemar Bailey-Cole Nesta Carter Jason Livermore Warren Weir Oshane Bailey |          |
| Relais 4 × 400 m | Javere Bell Javon Francis Rusheen McDonald Omar Johnson Akheem Gauntlett Edino Steele               |          |

| Épreuve          | Athlète(s) | Résultat |
| ---------------- | --- | -------- |
| 100 m            | Shelly-Ann Fraser-Pryce Sheri-Ann Brooks Schillonie Calvert Kerron Stewart                                                     |          |
| 200 m            | Shelly-Ann Fraser-Pryce Patricia Hall Anneisha McLaughlin                                                                      |          |
| 400 m            | Patricia Hall Stephanie McPherson Novlene Williams-Mills                                                                       |          |
| 800 m            | Natoya Goule |          |
| 100 m haies      | Andrea Bliss Danielle Williams Shermaine Williams                                                                              |          |
| 400 m haies      | Danielle Dowie Kaliese Spencer Ristananna Tracey Nickiesha Wilson                                                              |          |
| Saut en longueur | Francine Simpson |          |
| Triple saut      | Kimberly Williams |          |
| Relais 4 × 100 m | Shelly-Ann Fraser-Pryce Sheri-Ann Brooks Schillonie Calvert Kerron Stewart Anneisha McLaughlin Natasha Morrison Carrie Russell |          |
| Relais 4 × 400 m | Christine Day Patricia Hall Anastasia Le-Roy Stephanie McPherson Rosemarie Whyte Novlene Williams-Mills                        |          |

### Japon
Une équipe nipponne de 41 athlètes est annoncée par la Japan Association of Athletics Federations dès le 10 juin 2013 peu après les championnats nationaux à Osaka :
Son capitaine est le lanceur de marteau de 38 ans Kōji Murofushi qui défent son titre à Moscou, après avoir remporté le titre national avec un lancer à 76,42 m. Au javelot, ce sont Yukifumi Murakami (SB 85,96 m) et Yuki Ebihara (SB 62,83 m) qui seront les représentants.
Au total, ce sont sept sprinters dans l'équipe : Ryōta Yamagata a réussi 10 s 11 et est le champion national. Yoshihide Kiryū est son dauphin avec 10 s 25 mais a déjà couru en 10 s 01 en 2013. Shōta Iizuka est sélectionné sur 200 m (SB 20 s 21), avec Kei Takase (20 s 48), Yuichi Kobayashi (20 s 46) et Kenji Fujimitsu (20 s 48), tandis que Yūzō Kanemaru court le 400 m (45 s 56). Chez les femmes, c'est Chisato Fukushima qui court le 100 m et le 200 m (11 s 38 et 23 s 25).
Le 400 m haies voit trois hurdlers : Takayuki Kishimoto (SB 49 s 08), Yasuhiro Fueki (SB 49 s 31) et Takatoshi Abe (49 s 57), et une Japonaise Satomi Kubokura (SB 56 s 42).
Yūki Satō est choisi pour le 10 000 m (SB 27 min 39 s 50) de même que Suguru Osako (27 min 38 s 31) et Tsuyoshi Ugachi (27 min 55 s 27). Misaki Onishi fait le 5 000 m (SB 15 min 21 s 73) tandis que Hitomi Niiya courra le 10 000 m (SB 31 min 06 s 67).
À la perche, c'est Daichi Sawano, second aux championnats nationaux avec 5,60 m, est accompagné de Seito Yamamoto qui lui a franchi 5,70 m, tandis que Hiroki Ogita, seulement troisième, a franchi 5,70 m aux Mt SAC Relays. Miyuki Aoyama est choisie pour la hauteur (SB 1,92 m).
Keisuke Ushiro fait le décathlon, avec 8 037 points à son actif en 2012 à Nagano.
Les marcheurs et les marathoniens avaient été annoncés dès le 25 avril :
Marathon
Kazuhiro Maeda (Team Kyudenko) SB/PB: 2 h 08 min 00 s
Yuki Kawauchi (Saitama Pref. Gov't) SB/PB: 2 h 08 min 14 s
Hiroyuki Horibata (Team Asahi Kasei) SB/PB: 2 h 08 min 24 s
Kentaro Nakamoto (Team Yasukawa Denki) SB/PB: 2 h 08 min 35 s
Masakazu Fujiwara (Team Honda) SB: 2:08:51 / PB: 2 h 08 min 12 s
Marche
Yūsuke Suzuki (Team Fujitsu) 20 km SB/PB: 1 h 18 min 34 s
Takumi Saitō (Toyo Univ.) 20 km SB/PB: 1 h 20 min 05 s
Takayuki Tanii (Team Sagawa Express) 50 km SB: 3:44:25 / PB: 3 h 43 min 56 s
Hirooki Arai (SDF Academy) 50 km SB/PB: 3 h 47 min 08 s
Kōichirō Morioka (Team Fujitsu) 50 km SB: 3 h 50 min 51 s / PB: 3 h 43 min 14 s
Marathon
Ryoko Kizaki (Team Daihatsu) SB/PB: 2 h 23 min 34 s
Mizuki Noguchi (Team Sysmex) SB: 2 h 24 min 05 s / PB: 2 h 19 min 12 s - NR
Kayoko Fukushi(Team Wacoal) SB/PB: 2 h 24 min 21 s
Marche
Kumi Otoshi (Team Fujitsu) 20 km SB: 1 h 30 min 45 s / PB: 1 h 29 min 11 s
Masumi Fuchise (Team Otsuka Seiyaku) 20 km SB: 1 h 38 min 18 s / PB: 1 h 28 min 03 s - NR
| Épreuve | Athlète(s) | Résultat |
| ------- | ---------- | -------- |
| ...     |            |          |
| ...     |            |          |

| Épreuve | Athlète(s) | Résultat |
| ------- | ---------- | -------- |
| ...     |            |          |
| ...     |            |          |

### Jordanie
Un seul athlète, lanceur de disque :Musab Ibrahim al-Momani.

## K

### Kazakhstan
La délégation du Kazakhstan est composée de dix-sept athlètes (sept hommes et dix femmes).
| Épreuve          | Athlète(s)                      | Résultat |
| ---------------- | ------------------------------- | -------- |
| Marathon         | Mihail Krassilov                |          |
| 20 km marche     | Vitaliy Anichkin Georgiy Sheiko |          |
| Saut à la perche | Nikita Filippov                 |          |
| Saut en longueur | Konstantin Safronov             |          |
| Triple saut      | Roman Valiyev                   |          |
| Décathlon        | Dmitriy Karpov                  |          |

| Épreuve         | Athlète(s)                                                 | Résultat |
| --------------- | ---------------------------------------------------------- | -------- |
| 200 m           | Olga Bludova Viktoriya Zyabkina                            |          |
| 800 m           | Margarita Mukasheva                                        |          |
| 100 m haies     | Anastasiya Soprunova                                       |          |
| 20 km marche    | Galina Kichigina Ayman Kozhakhmetova Sholpan Kozhakhmetova |          |
| Saut en hauteur | Marina Aitova                                              |          |
| Triple saut     | Irina Ektova                                               |          |
| Heptathlon      | Irina Karpova                                              |          |

### Kenya
La sélection kényane, composée de 49 athlètes, est annoncée le 13 juillet 2013. Parmi les absents notables, figure le champion du monde et olympique en titre David Rudisha, blessé. 
| Épreuve           | Athlète(s)                                                               | Résultat |
| ----------------- | ------------------------------------------------------------------------ | -------- |
| 200 m             |                                                                          |          |
| 800 m             | Anthony Chemut Ferguson Cheruiyot Jeremiah Mutai                         |          |
| 1 500 m           | Silas Kiplagat Asbel Kiprop Nixon Chepseba Bethwell Birgen               |          |
| 5 000 m           | Isiah Koech Thomas Longosiwa Edwin Soi John Kipkoech                     |          |
| 10 000 m          | Bedan Karoki Paul Tanui Kenneth Kiprop                                   |          |
| Marathon          | Bernard Koech Bernard Kipyego Mike Kipyego Peter Some Nicholas Kipkemboi |          |
| 3 000 m steeple   | Conseslus Kipruto Abel Mutai Ezekiel Kemboi Paul Kipsiele Koech          |          |
| Relais 4 × 400 m  | Alphas Kishoyian Moses Kertich Boniface Mweresa Mike Nyang'au            |          |
| Lancer du javelot | Julius Yego                                                              |          |

| Épreuve         | Athlète(s)                                                         | Résultat |
| --------------- | ------------------------------------------------------------------ | -------- |
| 400 m           | Maureen Jelagat                                                    |          |
| 800 m           | Eunice Sum Janeth Jepkosgei Winny Chebet                           |          |
| 1 500 m         | Hellen Obiri Nancy Langat Faith Kipyegon                           |          |
| 5 000 m         | Mercy Cherono Viola Kibiwot Margaret Wangari Muriuki               |          |
| 10 000 m        | Gladys Cherono Emily Chebet Sally Kipyego                          |          |
| 3 000 m steeple | Milcah Chemos Lydiah Rotich Hyvin Kiyeng Lydia Chepkurui           |          |
| Marathon        | Lucy Kabuu Edna Kiplagat Agnes Barsosio Margaret Agai Eunice Kirwa |          |

### Kirghizistan
Deux athlètes du Kirghizistan sont engagés dans ces championnats du monde d'athlétisme 2013 : la marathonienne Iuliia Andreeva  et le demi-fondeur Ilia Mukhin.
| Épreuve | Athlète(s)  | Résultat |
| ------- | ----------- | -------- |
| 800 m   | Ilia Mukhin |          |

| Épreuve  | Athlète(s)      | Résultat |
| -------- | --------------- | -------- |
| Marathon | Iuliia Andreeva |          |

### Kiribati
Une seule Gilbertine, Kabotaake Romeri, née en 1995, est inscrite sur 100 m.
| Épreuve | Athlète(s) | Résultat |
| ------- | ---------- | -------- |
| ...     |            |          |
| ...     |            |          |

| Épreuve | Athlète(s) | Résultat |
| ------- | ---------- | -------- |
| ...     |            |          |
| ...     |            |          |

### Koweït
| Épreuve | Athlète(s)             | Résultat |
| ------- | ---------------------- | -------- |
| Marteau | Ali Mohamed al-Zankawi |          |

| Épreuve | Athlète(s) | Résultat |
| ------- | ---------- | -------- |
| ...     |            |          |
| ...     |            |          |

## L

### Laos
| Épreuve     | Athlète(s)     | Résultat |
| ----------- | -------------- | -------- |
| 110 m haies | Xaysa Anousone |          |

| Épreuve | Athlète(s) | Résultat |
| ------- | ---------- | -------- |
| ...     |            |          |
| ...     |            |          |

### Lesotho
L'équipe du Lesotho est composée de trois athlètes.
Hommes
| Épreuve  | Athlète(s)                   | Résultat |
| -------- | ---------------------------- | -------- |
| 200 m    | Mosito Lehata                |          |
| Marathon | Jobo Khatoane Tsepo Ramonene |          |

### Lettonie
Onze athlètes (six femmes et cinq hommes) figurent dans la sélection de Lettonie.
| Épreuve           | Athlète(s)                             | Résultat |
| ----------------- | -------------------------------------- | -------- |
| Saut à la perche  | Mareks Ārents                          |          |
| Lancer du javelot | Rolands Štrobinders Vadims Vasilevskis |          |
| Lancer du marteau | Igors Sokolovs                         |          |
| 20 km marche      | Arnis Rumbenieks                       |          |

| Épreuve           | Athlète(s)                    | Résultat |
| ----------------- | ----------------------------- | -------- |
| Saut en longueur  | Lauma Griva                   |          |
| Lancer du javelot | Līna Mūze Madara Palameika    |          |
| 20 km marche      | Anita Kažemaka Agnese Pastare |          |
| Heptathlon        | Laura Ikauniece               |          |

### Liberia
| Épreuve | Athlète(s) | Résultat |
| ------- | ---------- | -------- |
| ...     |            |          |

| Épreuve | Athlète(s) | Résultat |
| ------- | ---------- | -------- |
| ...     |            |          |

### Lituanie
18 athlètes lituaniens ont atteint les minima : Marius Žiūkas (A, 20 km marche), Tadas Šuškevičius (A, 50 km marche ; B, 20 km marche), Tomas Gaidamavičius (B, 50 km marche), Ričardas Rekst (B, 50 km marche), Rasa Drazdauskaitė (Marathon), Diana Lobačevskė (Marathon), Remalda Kergytė (Marathon), Živilė Balčiūnaitė (Marathon), Austra Skujytė (A, Heptathlon), Kristina Saltanovič (A, 20 km marche), Brigita Virbalytė (A, 20 km marche), Neringa Aidietytė (A, 20 km marche, Virgilijus Alekna (B, disque), Zinaida Sendriūtė (A, disque), Agnė Šerkšnienė (B, 400 m; B, 200 m), Lina Grinčikaitė (B, 100 m), Airinė Palšytė (B, hauteur), Eglė Balčiūnaitė (A, 800 m).
| Épreuve | Athlète(s) | Résultat |
| ------- | ---------- | -------- |
| ...     |            |          |
| ...     |            |          |

| Épreuve | Athlète(s) | Résultat |
| ------- | ---------- | -------- |
| ...     |            |          |
| ...     |            |          |

### Luxembourg
Le coureur de 400 mètres haies Jacques Frisch est le seul athlète luxembourgeois engagé.
Hommes
| Épreuve     | Athlète(s)     | Résultat |
| ----------- | -------------- | -------- |
| 400 m haies | Jacques Frisch |          |

## M

### Macao
| Épreuve     | Athlète(s)   | Résultat |
| ----------- | ------------ | -------- |
| 110 m haies | Kim Fai Iong |          |

| Épreuve | Athlète(s) | Résultat |
| ------- | ---------- | -------- |
| ...     |            |          |
| ...     |            |          |

### Macédoine
| Épreuve | Athlète(s)   | Résultat |
| ------- | ------------ | -------- |
| 100 m   | Riste Pandev |          |

| Épreuve | Athlète(s) | Résultat |
| ------- | ---------- | -------- |
| ...     |            |          |
| ...     |            |          |

### Madagascar
| Épreuve   | Athlète(s) | Résultat |
| --------- | ---------- | -------- |
| Décathlon | Kamé Ali   |          |

| Épreuve | Athlète(s)          | Résultat |
| ------- | ------------------- | -------- |
| 1 500 m | Éliane Saholinirina |          |

### Malaisie
| Épreuve     | Athlète(s)             | Résultat |
| ----------- | ---------------------- | -------- |
| 110 m haies | Rayzam Shah Wan Sofian |          |

| Épreuve | Athlète(s) | Résultat |
| ------- | ---------- | -------- |
| ...     |            |          |
| ...     |            |          |

### Malawi
| Épreuve | Athlète(s)     | Résultat |
| ------- | -------------- | -------- |
| 5 000 m | Grevazio Mpani |          |

| Épreuve | Athlète(s) | Résultat |
| ------- | ---------- | -------- |
| ...     |            |          |
| ...     |            |          |

### Maldives
| Épreuve | Athlète(s) | Résultat |
| ------- | ---------- | -------- |
| ...     |            |          |
| ...     |            |          |

| Épreuve | Athlète(s) | Résultat |
| ------- | ---------- | -------- |
| 200 m   | Afa Ismail |          |

### Mali
Un seul athlète figure dans la liste des engagés maliens : le coureur de 800 m Moussa Camara.
Hommes
| Épreuve | Athlète(s)    | Résultat |
| ------- | ------------- | -------- |
| 800 m   | Moussa Camara |          |

### Malte
Kevin Moore, récemment naturalisé maltais, récent vainqueur aux Jeux des petits États d'Europe et résidant à Melbourne, est le seul représentant de Malte, inscrit sur 400 m.
| Épreuve | Athlète(s) | Résultat |
| ------- | ---------- | -------- |
| 400 m   |            |          |

| Épreuve | Athlète(s) | Résultat |
| ------- | ---------- | -------- |
| ...     |            |          |

### îles Mariannes du Nord
| Épreuve | Athlète(s)     | Résultat |
| ------- | -------------- | -------- |
| 100 m   | Jesus T. Iguel |          |

| Épreuve | Athlète(s) | Résultat |
| ------- | ---------- | -------- |
| ...     |            |          |

### Maroc
La liste des athlètes marocains sélectionnés pour les championnats du monde est annoncée le 25 juillet 2013 par la Fédération royale marocaine d'athlétisme. Elle comprend 21 athlètes (14 hommes et 7 femmes), dont Jaouad Gharib, champion du monde du marathon en 2003 et 2005.
| Épreuve         | Athlète(s)                                          | Résultat |
| --------------- | --------------------------------------------------- | -------- |
| 100 m           | Aziz Ouhadi                                         |          |
| 200 m           | Aziz Ouhadi                                         |          |
| 800 m           | Samir Jamaâ Amine El Manaoui                        |          |
| 1 500 m         | Abdalaati Iguider Mohamed Moustaoui Zakaria Mazouzi |          |
| 5 000 m         | Abdalaati Iguider Aziz Lahbabi Othmane Goumri       |          |
| 3 000 m steeple | Hamid Ezzine Jaouad Chemlal Mohamed Boulama         |          |
| Marathon        | Jaouad Gharib Hafid Chani Mohamed Bilal             |          |

| Épreuve         | Athlète(s)                                 | Résultat |
| --------------- | ------------------------------------------ | -------- |
| 800 m           | Halima Hachlaf Malika El Akkaoui           |          |
| 1 500 m         | Btissam Lakhouad Siham Hilali Rababe Arafi |          |
| 400 m haies     | Hayat Lambarki                             |          |
| 3 000 m steeple | Salima El Ouali Alami                      |          |

### îles Marshall
| Épreuve | Athlète(s)  | Résultat |
| ------- | ----------- | -------- |
| 100 m   | Roman Cress |          |

| Épreuve | Athlète(s) | Résultat |
| ------- | ---------- | -------- |
| ...     |            |          |
| ...     |            |          |

### Maurice
| Épreuve     | Athlète(s)     | Résultat |
| ----------- | -------------- | -------- |
| Triple saut | Jonathan Drack |          |

| Épreuve | Athlète(s) | Résultat |
| ------- | ---------- | -------- |
| ...     |            |          |
| ...     |            |          |

### Mauritanie
| Épreuve | Athlète(s)              | Résultat |
| ------- | ----------------------- | -------- |
| 400 m   | Hamdinou Cheikh el-Wely |          |

| Épreuve | Athlète(s) | Résultat |
| ------- | ---------- | -------- |
| ...     |            |          |
| ...     |            |          |

### Mexique
L'équipe du Mexique est représentée par 16 athlètes (11 hommes et cinq femmes).
| Épreuve          | Athlète(s)                           | Résultat |
| ---------------- | ------------------------------------ | -------- |
| 800 m            | James Eichberger                     |          |
| 5 000 m          | Diego Estrada                        |          |
| 10 000 m         | Juan Luis Barrios                    |          |
| Marathon         | José Antonio Uribe                   |          |
| Saut en longueur | Luis Rivera                          |          |
| Saut en hauteur  | Edgar Rivera                         |          |
| 20 km marche     | Diego Flores Isaac Palma             |          |
| 50 km marche     | Horacio Nava Omar Segura Omar Zepeda |          |

| Épreuve      | Athlète(s)                                     | Résultat |
| ------------ | ---------------------------------------------- | -------- |
| 10 000 m     | Marisol Romero                                 |          |
| Marathon     | Madaí Pérez                                    |          |
| 20 km marche | Yanelli Caballero Mónica Equihua Lizbeth Silva |          |

### États fédérés de Micronésie
| Épreuve | Athlète(s)        | Résultat |
| ------- | ----------------- | -------- |
| 100 m   | Maccafray Gilmete |          |

| Épreuve | Athlète(s) | Résultat |
| ------- | ---------- | -------- |
| ...     |            |          |
| ...     |            |          |

### Mongolie
| Épreuve  | Athlète(s)       | Résultat |
| -------- | ---------------- | -------- |
| Marathon | Ser-od Bat-ochir |          |

| Épreuve  | Athlète(s)              | Résultat |
| -------- | ----------------------- | -------- |
| Marathon | Otgonbayar Luvsanlundeg |          |

### Monténégro
| Épreuve | Athlète(s)      | Résultat |
| ------- | --------------- | -------- |
| Disque  | Danijel Furtula |          |

| Épreuve  | Athlète(s)        | Résultat |
| -------- | ----------------- | -------- |
| Marathon | Sladana Perunović |          |

### Montserrat
Un seul athlète sur 100 m, Shernyl Burns né en 1991.

### Moldavie
4 athlètes constituent l'équipe moldave :
Olesea Cojuhari (400m), Ion Luchianov 3000m steeple, Roman Prodius et Sergiu Ceban (marathon).
| Épreuve | Athlète(s) | Résultat |
| ------- | ---------- | -------- |
| ...     |            |          |
| ...     |            |          |

| Épreuve | Athlète(s) | Résultat |
| ------- | ---------- | -------- |
| ...     |            |          |
| ...     |            |          |

### Monaco
| Épreuve | Athlète(s) | Résultat |
| ------- | ---------- | -------- |
| 800 m   | Brice Etès |          |
| ...     |            |          |

| Épreuve | Athlète(s) | Résultat |
| ------- | ---------- | -------- |
| ...     |            |          |
| ...     |            |          |

### Mozambique
| Épreuve | Athlète(s)     | Résultat |
| ------- | -------------- | -------- |
| 1 500 m | Flavio Seholhe |          |

| Épreuve | Athlète(s) | Résultat |
| ------- | ---------- | -------- |
| ...     |            |          |
| ...     |            |          |

## N

### Namibie
| Épreuve | Athlète(s)          | Résultat |
| ------- | ------------------- | -------- |
| 200 m   | Hitjivirue Kaanjuka |          |

| Épreuve  | Athlète(s)          | Résultat |
| -------- | ------------------- | -------- |
| 400 m    | Tjipekapora Herunga |          |
| Marathon | Alina Armas         |          |
| Marathon | Leena Ekandjo       |          |
| Marathon | Helalia Johannes    |          |
| Marathon | Beata Naigambo      |          |

### Nauru
| Épreuve | Athlète(s) | Résultat |
| ------- | ---------- | -------- |
| ...     |            |          |
| ...     |            |          |

| Épreuve | Athlète(s)        | Résultat |
| ------- | ----------------- | -------- |
| 100 m   | Lovelite Detenamo |          |
| ...     |                   |          |

### Népal
| Épreuve | Athlète(s) | Résultat |
| ------- | ---------- | -------- |
| ...     |            |          |
| ...     |            |          |

| Épreuve | Athlète(s) | Résultat |
| ------- | ---------- | -------- |
| ...     |            |          |
| ...     |            |          |

### Nicaragua
| Épreuve | Athlète(s)    | Résultat |
| ------- | ------------- | -------- |
| 400 m   | Daniel Alemán |          |

| Épreuve | Athlète(s) | Résultat |
| ------- | ---------- | -------- |
| ...     |            |          |
| ...     |            |          |

### Niger
| Épreuve | Athlète(s)  | Résultat |
| ------- | ----------- | -------- |
| 1 500 m | Omar Bachir |          |

| Épreuve | Athlète(s) | Résultat |
| ------- | ---------- | -------- |
| ...     |            |          |
| ...     |            |          |

### Nigeria
L'équipe du Nigeria compte 19 athlètes.
Femmes :
Blessing Okagbare (A aux 100m, 200, Longueur) (4×100m)
Ajoke Odumosu (A au 400mH)
Regina George (A au 400) (4×400m)
Gloria Asumnu (A au 100m) (4×100m)
Oluwakemi Adekoya (A au 400mH)
Omolara Omotosho (B au 400m- à confirmer) (4×400m)
Stephanie Kalu (4×100m)
Peace Ukoh (4×100m)
Patience Okon George (4×400m)
Bukola Abogunloko (4×400m)
Josephine Ehigie (4×400m)
Hommes : 
Ogho-Oghene Egwero (B  au 100m- à confirmer)
Noah Akwu (B au 400m & 4×400m - à confirmer)
Leoman Momoh (B au 800m-à confirmer)
Abiola Onakoya (4×400m)
Isah Salihu ((4×400m)
Tobi Ogunmola (4×400m)
Gerald Odeka (4×400m)
Doivent encore atteindre les minima IAAF :
Selim Nurudeen (110mH)
Abiola Onakoya (400m)
L'équipe du relais 4×100m hommes
Doreen Amata (hauteur) 
Ugonna Ndu (100mH) 
Tosin Oke (triple)
| Épreuve | Athlète(s) | Résultat |
| ------- | ---------- | -------- |
| ...     |            |          |
| ...     |            |          |

| Épreuve | Athlète(s) | Résultat |
| ------- | ---------- | -------- |
| ...     |            |          |
| ...     |            |          |

### Norvège
La délégation norvégienne compte 10 athlètes.
| Épreuve           | Athlète(s)                 | Résultat |
| ----------------- | -------------------------- | -------- |
| 100 m             | Jaysuma Saidy Ndure        |          |
| 200 m             | Jaysuma Saidy Ndure        |          |
| 1 500 m           | Henrik Ingebrigtsen        |          |
| 20 km marche      | Erik Tysse                 |          |
| 50 km marche      | Erik Tysse Håvard Haukenes |          |
| Lancer du javelot | Andreas Thorkildsen        |          |

| Épreuve         | Athlète(s)                | Résultat |
| --------------- | ------------------------- | -------- |
| 100 m           | Ezinne Okparaebo          |          |
| 5 000 m         | Karoline Bjerkeli Grøvdal |          |
| 100 m haies     | Isabelle Pedersen         |          |
| Saut en hauteur | Tonje Angelsen            |          |
| Heptathlon      | Ida Marcussen             |          |

### Nouvelle-Zélande
Après le retrait de Kimberley Smith blessée, l'équipe néo-zélandaise est composée de dix athlètes : Valerie Adams, Mary Davies, Stuart Farquhar, Brent Newdick, Quentin Rew, les jumeaux Jake Robertson et Zane Robertson, Angie Smit et Nick Willis.
| Épreuve | Athlète(s) | Résultat |
| ------- | ---------- | -------- |
| ...     |            |          |
| ...     |            |          |

| Épreuve | Athlète(s) | Résultat |
| ------- | ---------- | -------- |
| ...     |            |          |
| ...     |            |          |

## O

### Oman
| Épreuve | Athlète(s)                | Résultat |
| ------- | ------------------------- | -------- |
| 100 m   | Barakat Mubarak al-Harthi |          |

| Épreuve | Athlète(s) | Résultat |
| ------- | ---------- | -------- |
| ...     |            |          |
| ...     |            |          |

### Ouganda
- Jacob Araptany 3 000 m steeple
- Thomas Ayeko 10 000 m
- Juliet Chekwel 10 000 m
- Benjamin Kiplagat 3 000 m steeple
- Abraham Kiplimo marathon
- Jackson Kiprop marathon
- Stephen Kiprotich marathon
- Moses Ndiema Kipsiro 5 000 et 10 000 m
- Phillip Kipyeko 5 000 m
- Ronald Musagala 800 m
- Sarah Nambawa triple saut
- Timothy Toroitich 3 000 m steeple et 10 000 m

| Épreuve | Athlète(s) | Résultat |
| ------- | ---------- | -------- |
| ...     |            |          |
| ...     |            |          |

| Épreuve | Athlète(s) | Résultat |
| ------- | ---------- | -------- |
| ...     |            |          |
| ...     |            |          |

### Ouzbékistan
La délégation d'Ouzbékistan est composée de trois athlètes, dont deux femmes.
| Épreuve           | Athlète(s)   | Résultat |
| ----------------- | ------------ | -------- |
| Lancer du javelot | Ivan Zaytsev |          |

| Épreuve         | Athlète(s)           | Résultat |
| --------------- | -------------------- | -------- |
| Saut en hauteur | Nadiya Dusanova      |          |
| Triple saut     | Anastasiya Juravleva |          |

## P

### Pakistan
| Épreuve | Athlète(s) | Résultat |
| ------- | ---------- | -------- |
| 200 m   | Liaqat Ali |          |

| Épreuve | Athlète(s) | Résultat |
| ------- | ---------- | -------- |
| ...     |            |          |
| ...     |            |          |

### Palaos
| Épreuve | Athlète(s) | Résultat |
| ------- | ---------- | -------- |
| ...     |            |          |
| ...     |            |          |

| Épreuve | Athlète(s)        | Résultat |
| ------- | ----------------- | -------- |
| 100 m   | Rubie Joy Gabriel |          |

### Palestine
| Épreuve | Athlète(s)         | Résultat |
| ------- | ------------------ | -------- |
| 100 m   | Mohammed Abukhousa |          |

| Épreuve | Athlète(s) | Résultat |
| ------- | ---------- | -------- |
| ...     |            |          |
| ...     |            |          |

### Panama
Le coureur de 200 m Alonso Edward, médaillé d'argent en 2009 à Berlin, est l'unique représentant du Panama.
Hommes
| Épreuve | Athlète(s)    | Résultat |
| ------- | ------------- | -------- |
| 200 m   | Alonso Edward |          |

### Papouasie-Nouvelle-Guinée
| Épreuve     | Athlète(s)  | Résultat |
| ----------- | ----------- | -------- |
| 400 m haies | Mowen Boino |          |

| Épreuve | Athlète(s) | Résultat |
| ------- | ---------- | -------- |
| 100 m   | Toea Wisil |          |
| 200 m   | Toea Wisil |          |

### Paraguay
| Épreuve | Athlète(s)     | Résultat |
| ------- | -------------- | -------- |
| Javelot | Víctor Fatecha |          |

| Épreuve | Athlète(s) | Résultat |
| ------- | ---------- | -------- |
| ...     |            |          |
| ...     |            |          |

### Pays-Bas
L'équipe des Pays-Bas est dévoilée le 29 juillet 2013. Elle comprend notamment le sauteur en longueur ghanéen Ignisious Gaisah, naturalisé néerlandais en 2013.
| Épreuve          | Athlète(s)                                                                                   | Résultat |
| ---------------- | -------------------------------------------------------------------------------------------- | -------- |
| 100 m            | Churandy Martina                                                                             |          |
| 200 m            | Churandy Martina                                                                             |          |
| Marathon         | Michel Butter                                                                                |          |
| 110 m haies      | Gregory Sedoc                                                                                |          |
| Saut en longueur | Ignisious Gaisah                                                                             |          |
| Saut en hauteur  | Douwe Amels                                                                                  |          |
| Lancer du disque | Erik Cadée                                                                                   |          |
| Décathlon        | Eelco Sintnicolaas Ingmar Vos Pelle Rietveld                                                 |          |
| Relais 4 × 100 m | Churandy Martina Hensley Paulina Brian Mariano Jerrel Feller Liemarvin Bonevacia Joren Tromp |          |

| Épreuve          | Athlète(s)                                                                                       | Résultat |
| ---------------- | ------------------------------------------------------------------------------------------------ | -------- |
| 1 500 m          | Susan Kuijken Maureen Koster                                                                     |          |
| 5 000 m          | Susan Kuijken                                                                                    |          |
| Lancer du disque | Monique Jansen                                                                                   |          |
| Heptathlon       | Dafne Schippers Nadine Broersen                                                                  |          |
| Relais 4 × 100 m | Dafne Schippers Kadene Vassell Jamile Samuel Madiea Ghafoor Tessa van Schagen Nicky van Leuveren |          |

### Pérou
Deux Péruviens se rendront à Moscou, Jorge McFarlane et Kimberly García (20 km marche).
| Épreuve | Athlète(s) | Résultat |
| ------- | ---------- | -------- |
| ...     |            |          |
| ...     |            |          |

| Épreuve | Athlète(s) | Résultat |
| ------- | ---------- | -------- |
| ...     |            |          |
| ...     |            |          |

### Philippines
| Épreuve     | Athlète(s) | Résultat |
| ----------- | ---------- | -------- |
| 400 m haies | Eric Cray  |          |

| Épreuve | Athlète(s) | Résultat |
| ------- | ---------- | -------- |
| ...     |            |          |
| ...     |            |          |

### Pologne
55 Polonais sont convoqués.
200m : Karol Zalewski
800m : Adam Kszczot, Marcin Lewandowski
110m haies : Artur Noga
3000m steeple : Mateusz Demczyszak, Krystian Zalewski
Hauteur : Szymon Kiecana
Perche : Robert Sobera
Poids : Tomasz Majewski, Jakub Szyszkowski
Disque : Piotr Malachowski, Robert Urbanek
Marteau : Pawel Fajdek, Szymon Ziolkowski
Javelot : Lukasz Grzeszczuk, Marcin Krukowski
20 km : Rafal Augustyn, Dawid Tomala
50 km : Adrian Błocki, Lukasz Nowak, Grzegorz Sudol
4×100m : Jakub Adamski, Kamil Krynski, Robert Kubaczyk, Artur Zaczek, Karol Zalewski, Grzegorz Zimniewicz
4×400m : Patryk Dobek, Kacper Kozłowski, Lukasz Krawczuk, Marcin Marciniszyn, Rafal Omelko
200m : Marika Popowicz
1500m : Renata Plis
5000m : Dominika Nowakowska
10000m : Karolina Jarzynska
3000m steeple : Katarzyna Kowalska
Hauteur : Justyna Kasprzycka, Kamila Stepaniuk
Perche : Anna Rogowska
Triple : Anna Jagaciak
Disque : Zaneta Glanc
Marteau : Anita Wlodarczyk
Heptathlon : Karolina Tyminska
20 km marche : Paulina Buziak, Agnieszka Dygacz, Katarzyna Kwoka
4×100m : Marta Jeschke, Martyna Opon, Popowicz, Ewelina Ptak, Weronika Wedler
4×400m : Iga Baumgart, Agata Bednarek, Malgorzata Holub, Justyna Swiety, Patrycja Wyciszkiewicz
| Épreuve | Athlète(s) | Résultat |
| ------- | ---------- | -------- |
| ...     |            |          |
| ...     |            |          |

| Épreuve | Athlète(s) | Résultat |
| ------- | ---------- | -------- |
| ...     |            |          |
| ...     |            |          |

### Polynésie française
Seule Tereiti Bernardino sur 100 m représente Tahiti à Moscou. Elle est prénommée Takina par la Fédération d'athlétisme de Polynésie française.
| Épreuve | Athlète(s) | Résultat |
| ------- | ---------- | -------- |
| ...     |            |          |

| Épreuve | Athlète(s) | Résultat |
| ------- | ---------- | -------- |
| ...     |            |          |
| ...     |            |          |

### Porto Rico
L'équipe de Porto Rico est composée de quatre athlètes (3 hommes et une femme).
| Épreuve     | Athlète(s)                   | Résultat |
| ----------- | ---------------------------- | -------- |
| 400 m haies | Javier Culson Eric Alejandro |          |
| 800 m       | Wesley Vazquez               |          |

| Épreuve         | Athlète(s)    | Résultat |
| --------------- | ------------- | -------- |
| 3 000 m steeple | Beverly Ramos |          |

### Portugal
Douze athlètes (7 hommes et 5 femmes) représentent l'équipe du Portugal dans ces mondiaux 2013.
| Épreuve          | Athlète(s)                | Résultat |
| ---------------- | ------------------------- | -------- |
| Saut en longueur | Marcos Chuva              |          |
| Saut à la perche | Edi Maia                  |          |
| Lancer de poids  | Marco Fortes              |          |
| Marathon         | Hermano Ferreira          |          |
| 20 km marche     | Sérgio Vieira João Vieira |          |
| 50 km marche     | Pedro Isidro              |          |

| Épreuve          | Athlète(s)                               | Résultat |
| ---------------- | ---------------------------------------- | -------- |
| Lancer du disque | Irina Rodrigues                          |          |
| 10 000 m         | Ana Dulce Félix                          |          |
| 20 km marche     | Ana Cabecinha Inês Henriques Vera Santos |          |

## Q

### Qatar
La délégation du Qatar est composée de cinq athlètes.
| Épreuve           | Athlète(s)                    | Résultat |
| ----------------- | ----------------------------- | -------- |
| 100 m             | Samuel Francis                |          |
| 800 m             | Musaeb Abdulrahman Balla      |          |
| 1 500 m           | Mohamad Al-Garni              |          |
| Saut en hauteur   | Mutaz Essa Barshim            |          |
| Lancer du marteau | Mohamed Ashraf Amjad Al-Saifi |          |

## R

### République centrafricaine
| Épreuve | Athlète(s) | Résultat |
| ------- | ---------- | -------- |
| ...     |            |          |
| ...     |            |          |

| Épreuve | Athlète(s)        | Résultat |
| ------- | ----------------- | -------- |
| 800 m   | Élisabeth Mandaba |          |

### République dominicaine
L'équipe dominicaine est composée de dix athlètes (5 hommes et 5 femmes), dont le double champion du monde du 400 m haies Félix Sánchez.
| Épreuve     | Athlète(s)                                                                 | Résultat |
| ----------- | -------------------------------------------------------------------------- | -------- |
| 200 m       | Luguelín Santos                                                            |          |
| 400 m       | Luguelín Santos Gustavo Cuesta                                             |          |
| 400 m haies | Felix Sánchez                                                              |          |
| 4 x 400 m   | Luguelín Santos Felix Sánchez Gustavo Cuesta Arismendy Peguero Yon Soriano |          |

| Épreuve     | Athlète(s)                                                                    | Résultat |
| ----------- | ----------------------------------------------------------------------------- | -------- |
| 100 m       | Marielis Sánchez                                                              |          |
| 200 m       | Marielis Sánchez                                                              |          |
| 100 m haies | Lavonne Idlette                                                               |          |
| 4 x 100 m   | Marielis Sánchez Lavonne Idlette Fany Chalas Margarita Manzueta Marleni Mejia |          |

### République tchèque
Une équipe de vingt-huit athlètes est annoncée :
- 400 m : Pavel Maslák
- 800 m : Jan Kubista
- 110m haies : Martin Mazáč
- Hauteur : Jaroslav Bába
- Perche : Michal Balner, Jan Kudlička
- Poids : Ladislav Prášil, Martin Stašek, Antonín Žalský
- Marteau : Lukáš Melich
- Javelot : Vítězslav Veselý
- 4×400m : Kubista, Petr Lichý, Maslak, Daniel Němeček, Jan Tesař

- 100m : Kateřina Čechová
- 800m : Lenka Masná
- 100m haies : Lucie Škrobáková
- 400m haies : Zuzana Hejnová, Denisa Rosolová
- Perche : Jiřina Svobodová
- Longueur : Jana Korešová
- Marteau : Tereza Králová
- Heptathlon : Eliška Klučinová
- 20 km marche : Anežka Drahotová, Lucie Pelantová
- 4×400m : Jitka Bartoničková, Hejnova, Masna, Rosolova, Jana Slaninová, Sylva Škabrahová

| Épreuve | Athlète(s) | Résultat |
| ------- | ---------- | -------- |
| ...     |            |          |
| ...     |            |          |

| Épreuve | Athlète(s) | Résultat |
| ------- | ---------- | -------- |
| ...     |            |          |
| ...     |            |          |

### Roumanie
L'équipe de Roumanie est composée de dix-neuf athlètes (5 hommes et 14 femmes).
| Épreuve          | Athlète(s)      | Résultat |
| ---------------- | --------------- | -------- |
| Marathon         | Marius Ionescu  |          |
| Saut en longueur | Adrian Vasile   |          |
| Saut en hauteur  | Mihai Donisan   |          |
| Triple saut      | Marian Oprea    |          |
| 50 km marche     | Marius Cocioran |          |

| Épreuve           | Athlète(s)                                                                                               | Résultat |
| ----------------- | --- | -------- |
| 200 m             | Andreea Ograzeanu                                                                                        |          |
| 400 m             | Bianca Razor                                                                                             |          |
| 800 m             | Elena Mirela Lavric                                                                                      |          |
| 1 500 m           | Ioana Doaga                                                                                              |          |
| 3 000 m steeple   | Ancuta Bobocel                                                                                           |          |
| Marathon          | Simona Maxim                                                                                             |          |
| Lancer du poids   | Anca Heltne                                                                                              |          |
| Lancer du disque  | Nicoleta Grasu                                                                                           |          |
| Lancer du marteau | Bianca Perie                                                                                             |          |
| Lancer du javelot | Eliza Toader                                                                                             |          |
| 4 x 400 m         | Sanda Belgyan Camelia Florina Gal Elena Mirela Lavric Alina Andreea Panainte Adelina Pastor Bianca Razor |          |

### Royaume-Uni
L'équipe britannique est composée de 60 athlètes (annoncée le 16 juillet) :
100m : Harry Aikines-Aryeetey (Rana Reider); Dwain Chambers (Reider); James Dasaolu (Steve Fudge); 200m :James Ellington (Reider); Adam Gemili (Michael Afilaka); Delano Williams (Neil Harrison); 400m : Nigel Levine (Linford Christie); 800m : Andrew Osagie (Craig Winrow) Michael Rimmer (Norman Poole); 1500m : Chris O’Hare (Steve Gulley); 5000m : Mo Farah (Alberto Salazar); 10000m : Farah (Salazar); 110mH : William Sharman (Jerzy Maciukiewicz); 400mH : Dai Greene (Malcolm Arnold), Sebastian Rodger (Stephen King) Rhys Williams (Adrian Thomas); 3000mSC : James Wilkinson (Philip Townsend); Long Jump : doit être annoncé ; Hauteur : Robbie Grabarz (Fayyaz Ahmed); Perche : Steve Lewis (Dan Pfaff); Disque : Brett Morse (Andy Brittan); Décathlon : Ashley Bryant (Ian Grant); 4×100m : Aikines Aryeetey (Reider); Chambers (Reider); Dasaolu (Fudge); Ellington (Reider); Gemili (Afilaka); Richard Kilty (Christie) Andrew Robertson (Daniel Cossins); Deji Tobais (Jonas Tawiah Dodoo); 4×400m : Michael Bingham (George Williams); Jamie Bowie (Piotr Haczek) Luke Lennon-Ford (Christie); Levine (Christie); Martyn Rooney (Reider); Conrad Williams (Christie); Delano Williams (Harrison)
100m : Asha Philip (Christine Bowmaker); 200m : Anyika Onuora (Reider); Jodie Williams (Stanley Madiri); 400m : Christine Ohuruogu (Lloyd Cowan); 800m : Jessica Judd (Rob Denmark); Laura Muir (Andy Young); Marilyn Okoro (Johnny Gray); 1500m : Hannah England (Bud Baldaro); Laura Weightman (Steve Cram); 100mH : Tiffany Porter (Reider); 400mH : Meghan Beesley (Nick Dakin); Eilidh Child (Arnold); Perri Shakes Drayton (Chris Zah); 3000mSC : Eilish McColgan (Liz McColgan); Longueur : Shara Proctor (Reider); Lorraine Ugen (Frank Attoh); Marteau : Sophie Hitchon (Tore Gustafsson); Heptathlon : Jessica Ennis (Toni Minichiello); Katarina Johnson-Thompson (Mike Holmes); Marathon (sélectionnée en avril) Sonia Samuels (Nick Samuels); Susan Partridge'(Steve Jones) 4×100m : Philip (Bowmaker), Hayley Jones (Donald Moss), Annabelle Lewis (Roger Walters), Ashleigh Nelson (Afilaka), Bianca Williams (Cowan), Dina Asher Smith (John Blackie); Williams (Madiri);  4×400m :Margaret Adeoye (Christie), Child (Arnold); Shana Cox (George Williams), Kirsten McAslan (Trevor Painter), Kelly Massey (Stephen Ball), Christine Ohuruogu (Cowan), Victoria Ohuruogu (Cowan) Onuora (Reider); Shakes Drayton (Zah).
| Épreuve | Athlète(s) | Résultat |
| ------- | ---------- | -------- |
| ...     |            |          |
| ...     |            |          |

| Épreuve | Athlète(s) | Résultat |
| ------- | ---------- | -------- |
| ...     |            |          |
| ...     |            |          |

### Russie
La nation-hôte annonce son équipe le 30 juillet 2013. La championne olympique et du monde Yuliya Zaripova en est retirée le 8 août pour cause de blessure.
100 m : Aleksandr Brednev (10 s 33)
200 m : Aleksandr Khyutte (20 s 77)
4 х 100 m : Brednev, Khyutte (10 s 48), Konstantin Petryashov (10 s 33),  Roman Smirnov (10 s 42),  Denis Ogarkov (10 s 48), Maksim Polovinkin (10 s 32)
400 m : Vladimir Krasnov (45 s 49)
4 х 400 m : Krasnov, Maksim Dyldin (45 s 55), Sergey Petukhov (45 s 97), Aleksey Kenig (46 s 18),  Artyom Vazhov (46 s 39), Lev Mosin (45 s 51)
110 m haies :  Konstantin Shabanov (13 s 46),  Sergueï Choubenkov (13 s 19)
400 m haies : Denis Kudryavtsev (49 s 40), Vladimir Antmanis(49 s 27),  Timofey Tchalyi(49 s 23)
800 m : Yuriy Borzakovskiy (1 min 45 s 24)
1 500 m : Valentin Smirnov (3 min 39 s 39)
5 000 m : Rinas Akhmadeyev (13 min 49 s 73)
10 000 m : Yevgeniy Rybakov (28 min 34 s 59)
Marathon : Aleksey Sokolov (2 h 15 min 31 s)
3 000 m steeple : Ilgizar Safiullin (8 min 28 s 87)
Hauteur : Ivan Ukhov (2,30 m), Aleksandr Shustov (2,31 m),  Aleksey Dmitrik (2,30 m)
Perche : Sergey Kucheryanu (5,71 m),  Aleksandr Gripich (5,60 m)
Longueur : Sergey Polyanskiy (8,16 m),  Aleksandr Menkov (8,42 m)
Triple : Aleksey Fyodorov (17,13 m)
Poids : Maksim Sidorov (20,98 m),  Aleksandr Lesnoy (20,60 m),  Soslan Tsirikhov (20,10 m)
Disque : Viktor Butenko (65,97 m)
Marteau : Sergej Litvinov (80,89 m), Aleksey Korolyov (78,19 m), Aleksey Zagorniy (79,26 m)
Javelot : Dmitriy Tarabin (88,84 m), Aleksey Tovarnov (82,54 m), Valeriy Iordan (83,56 m)
20 km marche : Denis Strelkov (1 h 19 min 53 s), Aleksandr Ivanov (1 h 21 min 22 s),  Andrey Ruzavin (1 h 19 min 06 s)
50 km marche : Mikhail Ryzhov (3 h 44 min 41 s),  Ivan Noskov (3 h 45 min 31 s),  Sergey Kirdyapkin
Décathlon : Sergey Sviridov (7 939 pts), Ilya Shkurenyov (8 354 pts),  Artem Lukyanenko (8 085 pts)
200 m :  Yelizaveta Savlinis (23 s 16)
4 х 100 m : Savlinis (11 s 47), Olga Kharitonova (11 s 50),  Viktoriya Yarushkina (11 s 23),  Natalya Rusakova (11 s 44),  Yekaterina Kuzina (11 s 29), Yelena Bolsun (11 s 47)
400 m :  Antonina Krivoshapka (49 s 57), Kseniya Ryzhova (49 s 80)
4 х 400 m : Krivoshapka,Ryzhova, Kseniya Zadorina (50 s 55), Tatyana Firova (50 s 71), Anastasiya Kapachinskaya (50 s 91), Yuliya Gushchina (51 s 06)
100 m haies : Yuliya Kondakova (12 s 81), Tatyana Dektyaryova(12 s 97)
400 m haies : Natalya Antyukh (55 s 20), Irina Davydova (54 s 79),  Anastasiya Ott (55 s 49)
800 m : Yelena Kotulskaya (1 min 59 s 56), Marina Pospelov (2 min 00 s 61), Yekaterina Poistogova (1 min 59 s 39), Mariya Savinova (1 min 58 s 75)
1 500 m : Svetlana Podosyonova (4 min 04 s 01), Yelena Korobkina (4 min 05 s 35), Yekaterina Sharmina (4 min 04 s 55)
5 000 m : Yelena Nagovitsyna (15 min 22 s 23), Olga Golovkina (15 min 32 s 45)
10 000 m : Gulshat Fazlitdinova (32 min 01 s 83)
3 000 m steeple :  Natalya Aristarkhova (9 min 30 s 64), Natalya Gorchakova (9 min 39 s 47), Lyudmila Lebedeva (9 min 39 s 98),  Yuliya Zaripova (9 min 28 s 00)
Marathon : Alevtina Biktimitova (2 h 30 min 02 s), Albina Mayorova (2 h 26 min 51 s),  Nadezhda Leontyeva (2 h 32 min 14 s),  Tatyana Aryasova (2 h 32 min 24 s),  Valentina Galimova (2 h 31 min 23 s в 2012)
Hauteur : Svetlana Shkolina (1,98 m), Irina Gordeyeva (1,97 m), Yelena Slesarenko (1,92 m), Anna Chicherova (2,02 m)
Perche : Yelena Isinbayeva (4,78 m), Anastasiya Savchenko (4,73 m), Angelina Krasnova (4,70 m)
Longueur : Lyudmila Kolchanova (6,89 m), Olga Kucherenko (6,75),  Darya Klishina (6,90 m), Yelena Sokolova (6,91 m)
Triple saut : Irina Gumenyuk (14,58 m), Anna Pyatykh (14,40 m), Yekaterina Koneva (14,82 m)
Poids : Yevgeniya Kolodko (19,86 m), Irina Tarasova (19,20 m), Anna Avdeyeva (18,34 m)
Disque : Yekaterina Strokova (63,80 m), Svetlana Saykina (61,09 m), Vera Ganeyeva (64,30 m)
Marteau : Anna Bulgakova (76,17 m), Oksana Kondratyeva (77,13 m), Gulfiya Khanafeyeva (75,02 m), Tatyana Lysenko (78,15 m)
Javelot : Viktoriya Sudarushkina (62,77 m), Mariya Abakumova (69,34 m)
20 km  marche : Anisya Kirdyapkina (1 h 25 min 59 s), Vera Sokolova (1 h 26 min 00 s), Yelena Lashmanova (1 h 25 min 49 s),  Olga Kaniskina
Heptathlon : Kristina Savitskaya (6 210 pts), Aleksandra Butvina (5 993 pts)
| Épreuve | Athlète(s) | Résultat |
| ------- | ---------- | -------- |
| ...     |            |          |
| ...     |            |          |

| Épreuve | Athlète(s) | Résultat |
| ------- | ---------- | -------- |
| ...     |            |          |
| ...     |            |          |

### Rwanda
| Épreuve  | Athlète(s)            | Résultat |
| -------- | --------------------- | -------- |
| 10 000 m | Robert Kajuga         |          |
| Marathon | Jean-Pierre Mvuyekure |          |

| Épreuve | Athlète(s) | Résultat |
| ------- | ---------- | -------- |

## S

### Saint-Christophe-et-Niévès
Kim Collins malgré les temps obtenus sur 100 m en 2013 ne fait pas partie de la sélection christophienne de six athlètes en raison de différends avec sa fédération :
- Antoine Adams 100 et 200 m, relais
- Jason Rogers 100 m et relais
- Lestrod Roland 200 m et relais
- Brijesh Lawrence relais
- Allistar Clarke relais
- Delwayne Delaney relais.

| Épreuve | Athlète(s) | Résultat |
| ------- | ---------- | -------- |
| ...     |            |          |
| ...     |            |          |

| Épreuve | Athlète(s) | Résultat |
| ------- | ---------- | -------- |
| ...     |            |          |
| ...     |            |          |

### Saint-Marin
| Épreuve | Athlète(s) | Résultat |
| ------- | ---------- | -------- |
| ...     |            |          |
| ...     |            |          |

| Épreuve | Athlète(s)       | Résultat |
| ------- | ---------------- | -------- |
| 100 m   | Martina Pretelli |          |

### Sainte-Lucie
Une sélection de trois athlètes toutes trois féminines et qui ont toutes commencé avec le saut en hauteur représente Sainte-Lucie à Moscou : Levern Spencer, Jeanelle Scheper et Makeba Alcide (heptathlon).
| Épreuve | Athlète(s) | Résultat |
| ------- | ---------- | -------- |
| ...     |            |          |
| ...     |            |          |

| Épreuve | Athlète(s) | Résultat |
| ------- | ---------- | -------- |
| ...     |            |          |
| ...     |            |          |

### Saint-Vincent
| Épreuve | Athlète(s)             | Résultat |
| ------- | ---------------------- | -------- |
| 200 m   | Courtney Carl Williams |          |

| Épreuve | Athlète(s)       | Résultat |
| ------- | ---------------- | -------- |
| 200 m   | Kineke Alexander |          |
| 400 m   | Kineke Alexander |          |

### îles Salomon
| Épreuve | Athlète(s) | Résultat |
| ------- | ---------- | -------- |
| ...     |            |          |
| ...     |            |          |

| Épreuve | Athlète(s)     | Résultat |
| ------- | -------------- | -------- |
| 100 m   | Pauline Kwalea |          |

### Salvador
| Épreuve      | Athlète(s)        | Résultat |
| ------------ | ----------------- | -------- |
| 50 km marche | Emerson Hernández |          |

| Épreuve | Athlète(s) | Résultat |
| ------- | ---------- | -------- |
| ...     |            |          |
| ...     |            |          |

### Samoa
| Épreuve | Athlète(s) | Résultat |
| ------- | ---------- | -------- |
| Disque  | Alex Rose  |          |

| Épreuve | Athlète(s) | Résultat |
| ------- | ---------- | -------- |
| ...     |            |          |

### Samoa américaines
| Épreuve | Athlète(s)    | Résultat |
| ------- | ------------- | -------- |
| 100 m   | Faresa Kapisi |          |

| Épreuve | Athlète(s) | Résultat |
| ------- | ---------- | -------- |
| ...     |            |          |
| ...     |            |          |

### Sao-Tomé
| Épreuve | Athlète(s)                | Résultat |
| ------- | ------------------------- | -------- |
| 100 m   | Christopher Lima da Costa |          |

| Épreuve | Athlète(s) | Résultat |
| ------- | ---------- | -------- |
| ...     |            |          |
| ...     |            |          |

### Sénégal
Cinq athlètes, dont trois femmes, représentent le Sénégal lors de ces championnats du monde 2013.
| Épreuve          | Athlète(s)          | Résultat |
| ---------------- | ------------------- | -------- |
| 400 m haies      | Mamadou Kassé Hanne |          |
| Saut en longueur | Ndiss Kaba Badji    |          |

| Épreuve           | Athlète(s)       | Résultat |
| ----------------- | ---------------- | -------- |
| 400 m             | Amy Mbacké Thiam |          |
| 100 m haies       | Gnima Faye       |          |
| Lancer du marteau | Amy Sène         |          |

### Serbie
Huit athlètes représentent la Serbie.
| Épreuve         | Athlète(s)        | Résultat |
| --------------- | ----------------- | -------- |
| 400 m haies     | Emir Bekrić       |          |
| 50 km marche    | Predrag Filipović |          |
| Lancer du poids | Asmir Kolašinac   |          |
| Décathlon       | Mihail Dudaš      |          |

| Épreuve           | Athlète(s)        | Résultat |
| ----------------- | ----------------- | -------- |
| 1 500 m           | Amela Terzić      |          |
| Saut en longueur  | Ivana Španović    |          |
| Lancer du javelot | Tatjana Jelača    |          |
| Lancer du disque  | Dragana Tomašević |          |

### Seychelles
| Épreuve | Athlète(s)  | Résultat |
| ------- | ----------- | -------- |
| 200 m   | Neddy Marie |          |

| Épreuve | Athlète(s) | Résultat |
| ------- | ---------- | -------- |
| ...     |            |          |
| ...     |            |          |

### Sierra Leone
| Épreuve | Athlète(s)       | Résultat |
| ------- | ---------------- | -------- |
| 200 m   | Solomon Bockarie |          |

| Épreuve | Athlète(s) | Résultat |
| ------- | ---------- | -------- |
| ...     |            |          |
| ...     |            |          |

### Singapour
Le sprinter Calvin Kang, né en 1990, est le seul Singapourien à Moscou.
| Épreuve | Athlète(s)           | Résultat |
| ------- | -------------------- | -------- |
| 100 m   | Calvin Kang Li Loong |          |

| Épreuve | Athlète(s) | Résultat |
| ------- | ---------- | -------- |
| ...     |            |          |

### Slovaquie
L'équipe de Slovaquie est composée de 11 athlètes (6 hommes et 5 femmes).
| Épreuve           | Athlète(s)              | Résultat |
| ----------------- | ----------------------- | -------- |
| 100 m             | Adam Zavacký            |          |
| 800 m             | Jozef Repčík            |          |
| Lancer du marteau | Marcel Lomnický         |          |
| 20 km marche      | Anton Kucmin            |          |
| 50 km marche      | Dušan Majdan Matej Tóth |          |

| Épreuve           | Athlète(s)                   | Résultat |
| ----------------- | ---------------------------- | -------- |
| Saut en longueur  | Jana Veldáková               |          |
| Triple saut       | Dana Veldáková               |          |
| Lancer du marteau | Martina Hrasnová             |          |
| 20 k m marche     | Maria Czaková Mária Gáliková |          |

### Slovénie
Neuf athlètes (3 hommes et six femmes) font partie de l'équipe de Slovénie.
| Épreuve           | Athlète(s)    | Résultat |
| ----------------- | ------------- | -------- |
| 200 m             | Jan Žumer     |          |
| Saut en hauteur   | Rožle Prezelj |          |
| Lancer du marteau | Primož Kozmus |          |

| Épreuve           | Athlète(s)       | Résultat |
| ----------------- | ---------------- | -------- |
| 1 500 m           | Sonja Roman      |          |
| 100 m haies       | Marina Tomic     |          |
| Triple saut       | Snežana Rodic    |          |
| Lancer du marteau | Barbara Špiler   |          |
| Lancer du javelot | Martina Ratej    |          |
| Marathon          | Daneja Grandovec |          |

### Somalie
Le demi-fondeur Omar Mohamed Abdi est l'unique représentant de la Somalie.
Hommes
| Épreuve | Athlète(s)        | Résultat |
| ------- | ----------------- | -------- |
| 1 500 m | Omar Mohamed Abdi |          |

### Soudan
Le sauteur en hauteur Ali Mohd Younes Idriss est le seul représentant du Soudan.
Hommes
| Épreuve         | Athlète(s)             | Résultat |
| --------------- | ---------------------- | -------- |
| Saut en hauteur | Ali Mohd Younes Idriss |          |

### Sri Lanka
L'équipe du Sri Lanka est composée de huit athlètes.
| Épreuve   | Athlète(s) | Résultat |
| --------- | --- | -------- |
| 4 x 400 m | Dilhan Aloka Priyashantha Dulan Y.G.A.M. Gunarathne Chanaka R.J.M. Kalawala Kasun Kalhar Seneviratne Madduma Silva |          |

| Épreuve           | Athlète(s)        | Résultat |
| ----------------- | ----------------- | -------- |
| 400 m haies       | Christine Merrill |          |
| Lancer du javelot | Nadeeka Lakmali   |          |

### Suède
24 athlètes constituent la délégation suédoise.
200 m Nil de Oliveira
Marathon Mustafa Mohamed
110 m h Philip Nossmy
Perche Alhaji Jeng
Longueur Michel Tornéus
Poids Leif Arrhenius
Disque Niklas Arrhenius
Marteau Mattias Jons
Javelot Kim Amb et Gabriel Wallin
Décathlon Marcus Nilsson
20 km Anatole Ibanez 85 Eskilstuna FI, Perseus Karlström 90 Eskilstuna FI et Andreas Gustafsson 81 GK Steget
50 km Andreas Gustafsson 81 GK Steget et Anatole Ibanez 85 Eskilstuna FI
200 m Moa Hjelmer 90 Spårvägens FK
400 m Moa Hjelmer 
1500 m	 Abeba Aregawi 90 Hammarby IF
Marathon Isabellah Andersson 80 Hässelby SK - återbud
3000 m steeple Charlotta Fougberg 85 Ullevi FK	  
Hauteur	Ebba Jungmark 87 Mölndals AIK - återbud
Emma Green Tregaro 84 Örgryte IS
Perche Angelica Bengtsson 93 Hässelby SK
Longueur Erica Jarder 86 Spårvägens FK	  
Slägga Tracey Andersson 84 Ullevi FK
Spjut Sofi Flinck 95 Västerås FK
Heptathlon Sofia Linde 95 Täby IS
Jessica Samuelsson 85 Hässelby SK - återbud
| Épreuve | Athlète(s) | Résultat |
| ------- | ---------- | -------- |
| ...     |            |          |
| ...     |            |          |

| Épreuve | Athlète(s) | Résultat |
| ------- | ---------- | -------- |
| ...     |            |          |
| ...     |            |          |

### Suisse
La délégation suisse, dévoilée le 28 juillet 2013 par Swiss Athletics, est composée de 18 athlètes (4 hommes et 14 femmes).
| Épreuve      | Athlète(s)                       | Résultat |
| ------------ | -------------------------------- | -------- |
| 100 m        | Alex Wilson                      |          |
| Marathon     | Christian Kreienbühl Michael Ott |          |
| 20 km marche | Alejandro Francisco Florez       |          |

| Épreuve          | Athlète(s)                                                                                  | Résultat |
| ---------------- | ------------------------------------------------------------------------------------------- | -------- |
| 200 m            | Mujinga Kambundji                                                                           |          |
| 100 m haies      | Noemi Zbären                                                                                |          |
| Marathon         | Patricia Morceli Renate Wyss                                                                |          |
| 3 000 m steeple  | Fabienne Schlumpf                                                                           |          |
| 20 km marche     | Laura Polli Marie Polli                                                                     |          |
| Saut à la perche | Nicole Büchler                                                                              |          |
| Heptathlon       | Ellen Sprunger Linda Züblin                                                                 |          |
| Relais 4 x 100 m | Aurélie Humair Fanette Humair Mujinga Kambundji Marisa Lavanchy Ellen Sprunger Lea Sprunger |          |

### Suriname
Le sprinteur Ifrish Alberg, qui concourt sur 100 m, est l'unique représentant du Suriname.
Hommes
| Épreuve | Athlète(s)    | Résultat |
| ------- | ------------- | -------- |
| 100 m   | Ifrish Alberg |          |

### Swaziland
| Épreuve | Athlète(s) | Résultat |
| ------- | ---------- | -------- |
| ...     |            |          |
| ...     |            |          |

| Épreuve | Athlète(s)        | Résultat |
| ------- | ----------------- | -------- |
| 400 m   | Phumlile Ndzinisa |          |

### Syrie
| Épreuve | Athlète(s)         | Résultat |
| ------- | ------------------ | -------- |
| Hauteur | Majd Eddine Ghazal |          |

| Épreuve | Athlète(s) | Résultat |
| ------- | ---------- | -------- |
| ...     |            |          |

## T

### Tadjikistan
| Épreuve | Athlète(s)      | Résultat |
| ------- | --------------- | -------- |
| Marteau | Dilshod Nazarov |          |

| Épreuve | Athlète(s)            | Résultat |
| ------- | --------------------- | -------- |
| 100 m   | Vladislava Ovcharenko |          |

### Taipei
L'équipe chinoise de Taipei (en fait Taïwan) est composée du relais masculin du 4 x 100 m et de deux marathoniens.
| Épreuve   | Athlète(s)                                                  | Résultat |
| --------- | ----------------------------------------------------------- | -------- |
| Marathon  | Chang Chia-Che                                              |          |
| 4 x 100 m | Liu Yuan-Kai Lo Yen-Yao Pan Po-Yu Tu Chia-Lin Wang Wen-Tang |          |

| Épreuve  | Athlète(s)    | Résultat |
| -------- | ------------- | -------- |
| Marathon | Chen Yu-Hsuan |          |

### Tanzanie
| Épreuve  | Athlète(s)             | Résultat |
| -------- | ---------------------- | -------- |
| Marathon | Mohamed Ikoki Msandeki |          |
| Marathon | Faustine Mussa         |          |

| Épreuve | Athlète(s) | Résultat |
| ------- | ---------- | -------- |
| ...     |            |          |
| ...     |            |          |

### Tchad
| Épreuve | Athlète(s)           | Résultat |
| ------- | -------------------- | -------- |
| 5 000 m | Abdoulaye Abdelkarim |          |

| Épreuve | Athlète(s) | Résultat |
| ------- | ---------- | -------- |
| ...     |            |          |
| ...     |            |          |

### Thaïlande
| Épreuve     | Athlète(s)       | Résultat |
| ----------- | ---------------- | -------- |
| 110 m haies | Jumrut Rittidech |          |

| Épreuve    | Athlète(s)      | Résultat |
| ---------- | --------------- | -------- |
| Heptathlon | Wassana Winatho |          |

### Timor oriental
| Épreuve | Athlète(s)          | Résultat |
| ------- | ------------------- | -------- |
| 800 m   | Ribeiro de Carvalho |          |

| Épreuve | Athlète(s) | Résultat |
| ------- | ---------- | -------- |
| ...     |            |          |
| ...     |            |          |

### Togo
| Épreuve | Athlète(s)            | Résultat |
| ------- | --------------------- | -------- |
| 200 m   | Yendountien Tiebekabe |          |
| ...     |                       |          |

| Épreuve | Athlète(s) | Résultat |
| ------- | ---------- | -------- |
| ...     |            |          |
| ...     |            |          |

### Tonga
| Hommes \| Épreuve \| Athlète(s) \| Résultat \| \| ------- \| --------------- \| -------------------------------------------- \| \| 100 m \| Siueni Filimone \| 7e en série 4 du tour préliminaire , 10 s 93 \| |                 |                                              |
| Épreuve | Athlète(s)      | Résultat                                     |
| 100 m | Siueni Filimone | 7e en série 4 du tour préliminaire , 10 s 93 |

### Trinité-et-Tobago
La sélection trinidadienne, qui comporte 21 athlètes, est annoncée le 22 juillet 2013. Elle comprend notamment le champion olympique 2012 du lancer du javelot Keshorn Walcott.
| Épreuve           | Athlète(s)                                                                                     | Résultat |
| ----------------- | ---------------------------------------------------------------------------------------------- | -------- |
| 100 m             | Richard Thompson Keston Bledman Rondell Sorillo                                                |          |
| 200 m             | Lalonde Gordon Kyle Greaux                                                                     |          |
| 400 m             | Deon Lendore Jarrin Solomon                                                                    |          |
| 110 m haies       | Mikel Thomas Wayne Davis                                                                       |          |
| 400 m haies       | Jehue Gordon                                                                                   |          |
| Lancer du javelot | Keshorn Walcott                                                                                |          |
| Relais 4 × 100 m  | Richard Thompson Keston Bledman Rondell Sorrillo Emmanuel Callender Jamol James Ayodelle Taffe |          |
| Relais 4 × 400 m  | Deon Lendore Jarrin Solomon Lalonde Gordon Renny Quow Machel Cedenio                           |          |

| Épreuve          | Athlète(s)                                                                                 | Résultat |
| ---------------- | ------------------------------------------------------------------------------------------ | -------- |
| 100 m            | Kelly-Ann Baptiste Michelle-Lee Ahye Kai Selvon                                            |          |
| 200 m            | Kelly-Ann Baptiste Michelle-Lee Ahye Kai Selvon Semoy Hackett                              |          |
| 100 m haies      | Aleesha Barber                                                                             |          |
| 400 m haies      | Sparkle McKnight                                                                           |          |
| Lancer du poids  | Cleopatra Borel                                                                            |          |
| Relais 4 × 100 m | Kelly-Ann Baptiste Michelle-Lee Ahye Kai Selvon Semoy Hackett Kamaria Durant Reyare Thomas |          |
| Relais 4 × 400 m | Kai Selvon Sparkle McKnight Alena Brooks Shawna Fermin Dominique Williams Ramona Modeste   |          |

### Tunisie
Après le forfait sur blessure de Habiba Ghribi, médaillée d'argent en 2011 à Daegu, la délégation de Tunisie est composée de quatre athlètes, tous masculins.
| Hommes \| Épreuve \| Athlète(s) \| Résultat \| \| --------------- \| ---------------------------- \| ------------------------------ \| \| 3 000 m steeple \| Amor Ben Yahia \| 11e en série 3 , 8 min 39 s 97 \| \| 20 km marche \| Hatem Ghoula Hassanine Sebei \| 27e , 1 h 25 min 41 Abandon \| \| Marathon \| Wissem Hosni \| \| |                              |                                |
| Épreuve | Athlète(s)                   | Résultat                       |
| 3 000 m steeple | Amor Ben Yahia               | 11e en série 3 , 8 min 39 s 97 |
| 20 km marche | Hatem Ghoula Hassanine Sebei | 27e , 1 h 25 min 41 Abandon    |
| Marathon | Wissem Hosni                 |                                |

### Turkménistan
| Femmes \| Épreuve \| Athlète(s) \| Résultat \| \| ------- \| -------------- \| ----------------------- \| \| 200 m \| Yelena Ryabova \| 6e en série 3 , 24 s 61 \| |                |                         |
| Épreuve | Athlète(s)     | Résultat                |
| 200 m | Yelena Ryabova | 6e en série 3 , 24 s 61 |

### îles Turques-et-Caïques
| Hommes \| Épreuve \| Athlète(s) \| Résultat \| \| ------- \| -------------- \| -------------------- \| \| 400 m \| Angelo Garland \| 7e série 5 , 48 s 65 \| |                |                      |
| Épreuve | Athlète(s)     | Résultat             |
| 400 m | Angelo Garland | 7e série 5 , 48 s 65 |

### Turquie
Alors que la Fédération turque d'athlétisme traverse une zone de turbulence (démission du président à la suite des soupçons de dopage d'une trentaine d'athlètes turcs depuis le début de l'année, risque d'expulsion de l'IAAF), une sélection réduite de 10 athlètes est envoyée à Moscou :
İlham Tanui Özbilen	1500 metres				
Tarık Langat Akdağ	3000 metres steeple				
Polat Kemboi Arıkan	10 000 m		
Ercüment Olgundeniz	Disque				
Fatih Avan	Javelot
Tuğba Karakaya 1500 metres				
Sultan Haydar marathon		
Ümmü Kiraz marathon
Burcu Ayhan	hauteur				
- Emel Dereli	poids

| Épreuve | Athlète(s) | Résultat |
| ------- | ---------- | -------- |
| ...     |            |          |
| ...     |            |          |

| Épreuve | Athlète(s) | Résultat |
| ------- | ---------- | -------- |
| ...     |            |          |
| ...     |            |          |

### Tuvalu
| Hommes \| Épreuve \| Athlète(s) \| Résultat \| \| ------- \| --------------- \| -------------------------------------------- \| \| 100 m \| Okilani Tinilau \| 7e en série 3 du tour préliminaire , 11 s 57 \| |                 |                                              |
| Épreuve | Athlète(s)      | Résultat                                     |
| 100 m | Okilani Tinilau | 7e en série 3 du tour préliminaire , 11 s 57 |

## U

### Ukraine
200m : Serhiy Smelyk
800m : Taras Bybyk
Marathon : Vasyl Matviychuk
3000m steeple : Vadym Slobodenyuk
Hauteur : Bohdan Bondarenko,Yuriy Krymarenko, Andriy Protsenko
Perche : Oleksandr Korchmid, Vladyslav Revenko, Ivan Yeryomin
Triple : Viktor Kuznyetsov
Marteau : Yevhen Vynohradov
Javelot : Roman Avramenko
Decathlon : Oleksiy Kasyanov
20 km : Ruslan Dmytrenko, Andriy Kovenko, Ivan Losev
50 km : Ivan Banzeruk, Serhiy Budza, Ihor Hlavan
4×100m : Ihor Bodrov, Emil Ibragimov, Vitaliy Korzh, Ruslan Perestyuk, Smelyk
4×400m Relay: Volodymyr Burakov, Vitaliy Butrym, Yevhen Hutsol, Myhaylo Knysh
100m : Nataliya Pohrebnyak, Olesya Povh
200m : Elyzaveta Bryzhina, Viktorya Pyatachenko, Mariya Ryemyen
400m : Nataliya Pyhyda
800m : Nataliya Lupu, Olha Lyakhova
Marathon : Kateryna Karmanenko
3000m steeple : Valentyna Zhudina
100m haies : Anna Plotitsyna
400m haies : Hanna Titimets, Hanna Yaroshchuk
Hauteur : Oksana Okuneva
Longueur : Maryna Bekh, Hanna Kornuta
Triple : Olha Saladuha, Ruslana Tsykhotska
Poids : Olha Holodna, Halyna Obleshchuk
Disque : Nataliya Semenova
Marteau : Iryna Sekachova
Javelot : Marharyta Dorozhon, Hanna Hatsko, Vira Rebryk
Heptathlon : Hanna Melnychenko
20 km : Olha Iakovenko, Lyudmyla Olyanovska, Olena Shumkina
4×100m : Bryzgina, Pohrebnyak, Povh, Pyatachenko, Ryemyen, Hrystyna Stuy
4×400m : Alina Lohvynenko, Lyakhova, Daryna Prystupa, Pyhyda, Olha Zemlyak
| Épreuve | Athlète(s) | Résultat |
| ------- | ---------- | -------- |
| ...     |            |          |
| ...     |            |          |

| Épreuve | Athlète(s) | Résultat |
| ------- | ---------- | -------- |
| ...     |            |          |
| ...     |            |          |

### Uruguay
Le hurdler Andrés Silva est le seul représentant de l'Uruguay dans ces championnats du monde.
Hommes
| Épreuve     | Athlète(s)   | Résultat                |
| ----------- | ------------ | ----------------------- |
| 400 m haies | Andrés Silva | 6e en série 3 , 50 s 48 |

## V

### Vanuatu
100 mètres : Daniel Phillimon
| Hommes \| Épreuve \| Athlète(s) \| Résultat \| \| ---------- \| ---------------- \| -------------------------------------------- \| \| 100 mètres \| Daniel Phillimon \| 6e en série 1 du tour préliminaire , 11 s 53 \| |                  |                                              |
| Épreuve | Athlète(s)       | Résultat                                     |
| 100 mètres | Daniel Phillimon | 6e en série 1 du tour préliminaire , 11 s 53 |

### Venezuela
La Fédération vénézuélienne a confirmé une liste de 15 athlètes pour les Championnats du monde, avec en tête le relais 4 x 400 m composé de Freddy Mezones, José Melendez, Arturo Ramírez, Alberto Aguilar et leur remplaçant Albert Bravo. Autres espoirs, le spécialiste du steeple José Peña, le marathonien Pedro Mora et la lanceuse de marteau Rosa Rodríguez. Complètent la sélection, Yereman Salazar (50 km marche), Anymara Espinoza (poids), Yolimar Pinera et Zulema Arraya (Marathon), et Diego Rivas.
Le relais 4 x 100 m est également rajouté début juillet à la suite de son résultat à Carthagène des Indes, outre Ramírez et Bravo, déjà sélectionnés par ailleurs, il comprend Jermaine Chirinos, Álvaro Cassiani et initialement le remplaçant Daniel Zerlín, remplacé par Diego Rivas.
| Épreuve | Athlète(s) | Résultat |
| ------- | ---------- | -------- |
| ...     |            |          |
| ...     |            |          |

| Épreuve | Athlète(s) | Résultat |
| ------- | ---------- | -------- |
| ...     |            |          |
| ...     |            |          |

### îles Vierges
Les îles Vierges sont représentées sur 110 m haies par Eddie Lovett.
Hommes
| Épreuve     | Athlète(s)   | Résultat                |
| ----------- | ------------ | ----------------------- |
| 110 m haies | Eddie Lovett | 6e en série 1 , 13 s 52 |

### îles Vierges britanniques
| Femmes \| Épreuve \| Athlète(s) \| Résultat \| \| ---------------- \| ---------------------- \| ----------------------- \| \| 100 m \| Tahesia Harrigan-Scott \| 6e en série 2 , 11 s 62 \| \| 200 m \| Karene King \| 7e en série 7 , 23 s 97 \| \| Saut en longueur \| Chantel Malone \| 12e Groupe A , 6,40 m \| |                        |                         |
| Épreuve | Athlète(s)             | Résultat                |
| 100 m | Tahesia Harrigan-Scott | 6e en série 2 , 11 s 62 |
| 200 m | Karene King            | 7e en série 7 , 23 s 97 |
| Saut en longueur | Chantel Malone         | 12e Groupe A , 6,40 m   |

### Viêt Nam
| Femmes \| Épreuve \| Athlète(s) \| Résultat \| \| ------------ \| --------------------- \| ----------------- \| \| 20 km marche \| Nguyen Thi Thanh Phuc \| 48e , 1 h 36 s 27 \| |                       |                   |
| Épreuve | Athlète(s)            | Résultat          |
| 20 km marche | Nguyen Thi Thanh Phuc | 48e , 1 h 36 s 27 |

## Y

### Yémen
| Hommes \| Épreuve \| Athlète(s) \| Résultat \| \| ------- \| ----------------------- \| ------------------------------ \| \| 1 500 m \| Nabil Mohammed al-Garbi \| 12e en série 3 , 3 min 59 s 95 \| |                         |                                |
| Épreuve | Athlète(s)              | Résultat                       |
| 1 500 m | Nabil Mohammed al-Garbi | 12e en série 3 , 3 min 59 s 95 |

## Z

### Zambie
| Épreuve  | Athlète(s)        | Résultat                      |
| -------- | ----------------- | ----------------------------- |
| 800 m    | Prince Mumba      | 5e en série 4 , 1 min 47 s 85 |
| Marathon | Jordan Chipangama |                               |

| Épreuve | Athlète(s)       | Résultat                |
| ------- | ---------------- | ----------------------- |
| 100 m   | Yvonne Nalishuwa | 7e en série 1 , 12 s 47 |

### Zimbabwe
| Hommes \| Épreuve \| Athlète(s) \| Résultat \| \| -------- \| ----------------- \| -------------------------- \| \| 100 m \| Gabriel Mvumvure \| 6e Demi-finale 1 , 10 s 21 \| \| Marathon \| Cephas Pasipamiri \| \| |                   |                            |
| Épreuve | Athlète(s)        | Résultat                   |
| 100 m | Gabriel Mvumvure  | 6e Demi-finale 1 , 10 s 21 |
| Marathon | Cephas Pasipamiri |                            |